# Lucio Dalla
Lucio Dalla (Bologna, 4 marzo 1943 – Montreux, 1º marzo 2012) è stato un cantautore, compositore, polistrumentista e attore italiano.

Firma di Lucio Dalla

Musicista di formazione jazz, è considerato uno dei maggiori cantautori italiani. Si è addentrato in vari generi musicali, collaborando e duettando con molti artisti di fama nazionale e internazionale tra cui Francesco De Gregori, Mina, Gianni Morandi, Luciano Pavarotti, Zucchero e Sting.
Autore inizialmente solo delle musiche, si è scoperto in una fase matura anche paroliere e autore dei suoi testi, diventando, negli anni, uno dei più influenti e innovativi artisti musicali del novecento italiano. Nell'arco della sua carriera, che ha raggiunto i cinquant'anni di attività, ha sempre suonato il pianoforte, il sassofono e il clarinetto, strumenti, questi ultimi due, da lui praticati fin da giovanissimo.
La sua produzione ha attraversato più fasi: dalla stagione beat alla sperimentazione ritmica e musicale, fino alla canzone d'autore. Conosciuto anche all'estero, alcune sue canzoni sono state tradotte e portate al successo in numerose lingue. Tra queste, Caruso, ha venduto oltre 19 milioni di copie, diventando una delle canzoni italiane più famose nel mondo.
L'attività musicale di Dalla può essere racchiusa in quattro ampi periodi: "le origini jazz e le varie partecipazioni sanremesi" (tra il 1962 e il 1972), la "collaborazione con Roversi" (tra il 1973 e il 1976), la "maturità artistica" (tra il 1977 e il 1996) e la "fase pop" degli ultimi anni, alternata da varie incursioni nella musica colta e accademica. L’eredità artistica lasciata dal cantautore bolognese è oggi considerata una delle più ricche ed importanti nel panorama musicale italiano.

## Biografia

### L'infanzia
Figlio del bolognese Giuseppe Dalla (1896-1950), direttore in città del club di tiro a volo (sarà descritto in Come è profondo il mare: "Babbo, che eri un gran cacciatore di quaglie e di fagiani...") e della stilista e casalinga bolognese Jolanda detta Jole Melotti (1901-1976), che verrà ritratta nella copertina dell'album Cambio, trascorre la prima parte dell'infanzia nella sua Bologna. Quando, nel 1950, il padre muore per un tumore, la madre decide di istruirlo presso il Collegio Vescovile Pio X di Treviso, dove frequenta le scuole elementari iniziando ad esibirsi in piccole recite scolastiche. Dalla tornerà a parlare della morte del padre in alcune interviste rilasciate nei primi anni ottanta: «Avevo sette anni... Provai la sensazione struggente di una perdita che mi consentiva di dire a me stesso con pietà e tenerezza: da oggi sei solo come un cane». Ancora: «Così ho imparato a fare della mia vita un modello di solitudine, cioè a cercarmela, a organizzarmela, a viverla, questa mia solitudine, come un momento di benessere profondo, necessario per una corretta lettura dell'esistenza».
Suo zio Ariodante Dalla è stato un cantante melodico molto popolare negli anni quaranta e cinquanta; proprio all'inizio di questi ultimi, il piccolo Lucio impara a suonare la fisarmonica. Anche in merito a questo Dalla ha più volte ricordato come sua madre fosse convinta di avere un figlio geneticamente portato per lo spettacolo, non ostacolandolo mai nei suoi propositi di entrare nel mondo della musica: «Avevo undici anni quando mia madre, donna strana, una stilista che non sapeva mettere un bottone, mi portò in un istituto psicotecnico di Bologna per un test sulle mie attitudini: risultò che ero un mezzo deficiente». Ancora: «Mia madre sospettava fossi un genio, anche per questo mi lasciò partire a quindici anni per Roma». Il percorso scolastico di Dalla non sarà mai lineare: terminate le scuole dell'obbligo inizia prima ragioneria, passando poi al liceo classico e infine al liceo linguistico. «A scuola andavo male (ricorderà l'artista) preferivo andare in giro a suonare. A diciassette anni ero già a Roma a fare musica».

### L'adolescenza e la passione per il jazz

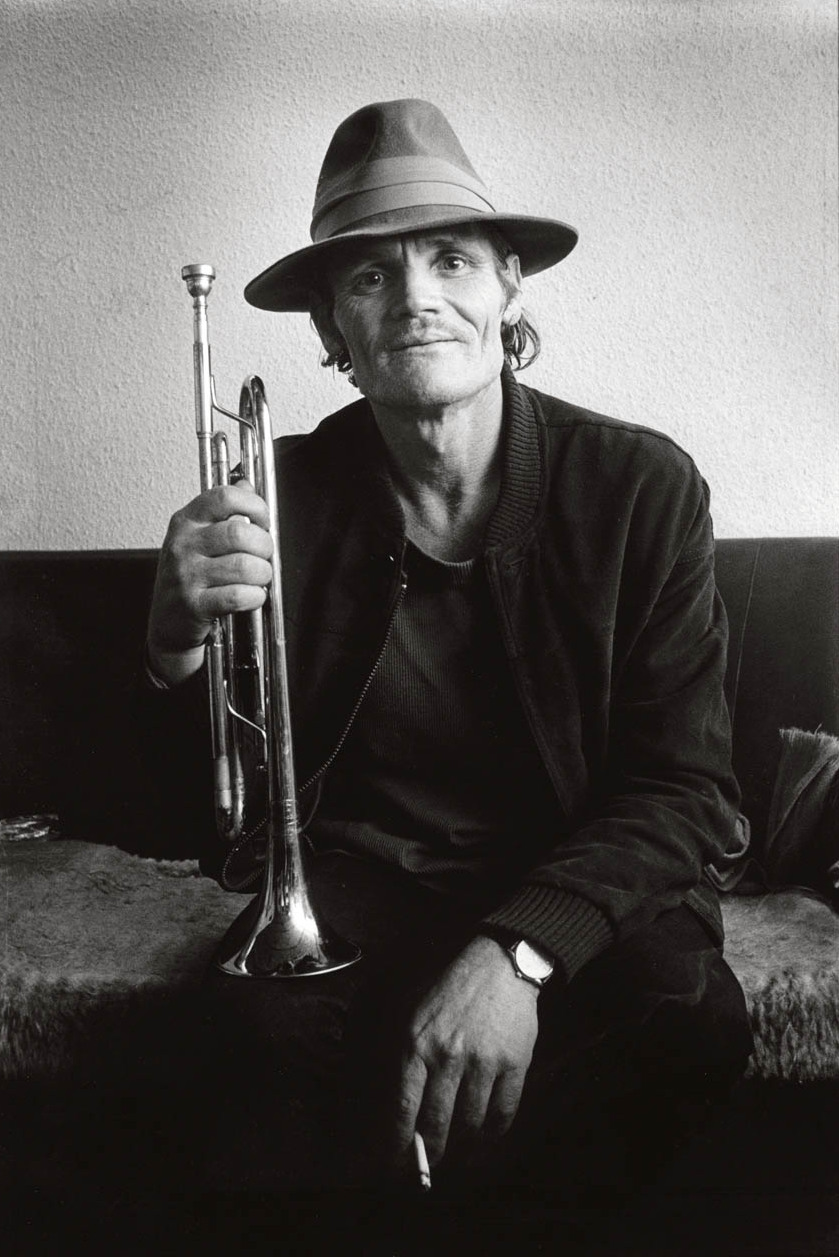
Il jazzista Chet Baker

Tornato a Bologna, adolescente si appassiona alla musica jazz. Walter Fantuzzi, marito della socia nella sartoria della madre, per il suo decimo compleanno gli regala un clarinetto. Così il giovane Lucio, da assoluto autodidatta, impara a suonare lo strumento, esibendosi in alcuni gruppi dilettantistici della città. In qualità di clarinettista diviene membro di un complesso jazz bolognese, la Rheno Dixieland Band, di cui fa parte anche il regista Pupi Avati il quale, sentendosi "chiuso" dal talento di Dalla, abbandona presto il gruppo, trovando in futuro la via del cinema.
Sempre a quel periodo risale l'incontro con Chet Baker, leggendario trombettista statunitense. Lucio è poco più che un ragazzino e, già virtuoso al clarinetto, viene invitato a suonare più volte con il grande jazzista, che all'epoca viveva a Bologna. L'artista, in un intervento raccolto nel suo libro Gli occhi di Lucio, racconta come all'epoca guardasse in maniera un po' schizzinosa la musica leggera, «perché ero un jazzista sorprendentemente bravo già a quindici, sedici anni», ricordando, con affetto, proprio le jam session con il grande trombettista. Il giovane Dalla, in seguito, duetterà con altre importanti figure del jazz come Bud Powell, Charles Mingus ed Eric Dolphy.
Sempre a quel periodo risalgono le prime vacanze dell'artista nel sud dell'Italia, e precisamente in Puglia nella città di Manfredonia, dove la madre era solita recarsi per motivi di lavoro. In aggiunta, come ricompensa per vari lavori di sartoria, alcuni clienti delle Tremiti regalano alla madre una casa nell'arcipelago. Presso la scuola media "Mozzillo-Iaccarino" della città pugliese, Dalla otterrà il diploma di licenza media, nell'anno scolastico 1955/1956. Proprio a Manfredonia gli è stato intitolato, dopo la morte, il teatro cittadino, all'ingresso del quale è posta una gigantografia dello stesso Dalla con le parole da lui pronunciate nel corso dell'ultima visita alla città: «mi sento profondamente manfredoniano». La dichiarata passione del musicista per il sud lo porterà non solo a trascorrere alle Tremiti tutte le estati ma anche ad aprirvi in loco uno studio di registrazione. Dalle pagine de L'Europeo l'artista afferma: «È stato durante queste vacanze da emigrante alla rovescia che è avvenuta in me la spaccatura tra due diversi modi di vivere. Così oggi mi ritrovo con due anime: quella nordica (ordinata, efficiente, futuribile, perfezionista, esigente verso sé e verso gli altri) e quella meridionale (disordinata, brada, sensuale, onirica, mistica). È nel sud che sono diventato religioso, di una religiosità forsennata, irrazionale, pagana».

### Gli anni sessanta

#### L'esordio con i Flippers

Lucio Dalla con Gino Paoli, negli anni sessanta

Nel 1960 partecipa con la Rheno al Primo festival europeo del Jazz, ad Antibes, classificandosi, tra le varie "band tradizionali", al primo posto.
In questo periodo inizia a scrivere le sue prime canzoni, recanti i titoli Il prode invertito e Avevo un cane... adesso non ce l'ho più. Parimenti, si fa notare da un'orchestra di professionisti romani, la "Seconda Roman New Orleans Jazz Band", composta da Maurizio Majorana, Mario Cantini, Peppino De Luca, Roberto Podio e Piero Saraceni. Con il gruppo avrà, nel 1961, la prima esperienza in sala d'incisione, suonando il clarinetto nel brano strumentale Telstar, cover di un successo internazionale, pubblicato dalla RCA su 45 giri.
Alla fine del 1962 entra a far parte dei Flippers, complesso composto da Franco Bracardi al piano, Massimo Catalano alla tromba, Romolo Forlai al vibrafono e alle percussioni e Fabrizio Zampa alla batteria, a cui Dalla si aggiunge quale voce solista, clarinetto e sax. Più avanti partecipa ad alcune incisioni di Edoardo Vianello, che i Flippers erano soliti accompagnare, come gruppo di supporto, nelle varie rassegne canore. Come raccontato dallo stesso musicista a Torinosette (settimanale de La Stampa), proprio con i Flippers avrà la possibilità di firmare il suo primo contratto. Nello stesso anno, suona per alcune sere nella sala Le Roi Lutrario di Torino, provocando numerose dispute con i padroni del locale che disapprovano la sua abitudine di esibirsi scalzo, affibbiandogli l'etichetta di "disadattato senza calzini". Nel merito ricorderà divertito l'artista: «una sera me li dimenticai e mi pitturai i piedi, così da farli sembrare dei calzini». In quel periodo poteva capitare di incontrare il cantante, non ancora impostosi al grande pubblico, nei bar di via Po alla ricerca di cento lire per far suonare i suoi pezzi nei jukebox.
Contemporaneamente, in qualità di cantante dei Flippers, inizia a presentarsi al pubblico, rivelando i suoi estemporanei gorgheggi scat, che diverranno in seguito una sua caratteristica vocale. La sua prima incisione scat viene inserita nell'album dei Flippers At Full Tilt, nella canzone Hey You. Coltivando l'ammirazione per lo stile vocale di James Brown, fa uso di una voce volutamente aspra e disarmonica, tesa a ricamare il canto con improvvise variazioni di tono, ai limiti delle più diffuse logiche musicali. Così facendo, impone un proprio marchio di fabbrica, venendo notato da Gino Paoli che vede in lui il primo cantante soul italiano.
Durante il Cantagiro del 1963 Gino Paoli lo persuade a tentare la carriera da solista, convincendo il giovane artista a lasciare il gruppo dei Flippers. La vicenda viene ricordata dal musicista Massimo Catalano con queste parole: «Lucio suonava con me nel complesso dei Flippers, partecipammo nel 1963 al Cantagiro con un brano intitolato I Watussi, insieme a Edoardo Vianello. A quella manifestazione partecipava anche Gino Paoli, che ci rubò letteralmente Lucio, facendolo diventare un cantante del suo clan. Noi ci incavolammo molto con Gino».

#### La carriera da solista: ilCantagiroe gli esordi sanremesi

Gli Idoli accompagnano Lucio Dalla nel 1967; sono visibili da sinistra a destra Emanuele Ardemagni al basso, Giorgio Lecardi alla batteria e Bruno Cabassi alle tastiere

Nel 1964, a 21 anni, incide il suo primo 45 giri Lei (non è per me)/Ma questa sera: il brano sul lato A è una cover di Careless Love tradotta da Paoli e Sergio Bardotti, mentre il lato B è la cover di Hey Little Girl di Curtis Mayfield. Il disco è pubblicato dalla ARC, casa discografica distribuita dalla RCA Italiana, per cui usciranno i successivi 45 giri di Dalla, nonché il suo primo LP. Il suo esordio al Cantagiro è traumatico. Durante le varie esibizioni, nelle quali presenta la canzone Lei (non è per me), Dalla è oggetto di lanci di ortaggi e derrate alimentari. Gino Paoli ricorderà l'accaduto in un'intervista del 1979: «Fu un fiasco di rimarchevoli proporzioni: ogni sera raccattavamo una buona dose di fischi e di pomodori, uno spettacolo nello spettacolo, che durò quanto la manifestazione. Lucio, in ogni modo, si mostrò veramente un duro e non si lasciò abbattere».

Lucio Dalla, Patty Pravo e Luigi Tenco nel 1966

Senza perdersi d'animo, Dalla forma nel 1966 un proprio gruppo di accompagnamento con i musicisti bolognesi, Gli Idoli, con i quali incide il suo primo album, intitolato 1999. Il disco fa leva su due brani: Quand'ero soldato (vincitore del premio della critica al Festival delle Rose) e Pafff...bum!. Quest'ultima (di fatto la sua prima hit), viene presentata dal musicista al festival di Sanremo, abbinato con gli Yardbirds di Jeff Beck. A Sanremo fa ritorno l'anno seguente, con Bisogna saper perdere, abbinato con i Rokes di Shel Shapiro. Il 1967 è anche l'anno del suicidio di Luigi Tenco, che aveva collaborato con Dalla per uno dei testi del suo primo disco e con cui aveva stretto amicizia: «Con Tenco avevo avuto rapporti di amicizia e di collaborazione,» ricorda l'artista. «Andammo a Sanremo insieme, prendemmo la camera vicina, e la sua morte mi sconvolse... non dormii per un mese».
Successivamente, Dalla attraversa in maniera più diretta la stagione beat, pubblicando brani meno ambiziosi, tra cui si distinguono Lucio dove vai e soprattutto Il cielo, con cui partecipa al Festival delle Rose, vincendo nuovamente il premio della critica. L'allora Festival romano si svolgeva all'hotel Hilton, e la leggenda vuole che i portieri gli abbiano impedito di partecipare alla serata finale perché non aveva un aspetto presentabile.
Le stravaganze del giovane Dalla erano piuttosto note, sempre la leggenda vuole che spesso andasse in giro con delle ciliegie che pendevano dalle orecchie, appese per i gambi oppure che si presentasse a spasso con una gallina al guinzaglio.
Nel 1968 partecipa in qualità di narratore e cantante al film Franco, Ciccio e le vedove allegre. Le canzoni da lui cantate nella pellicola sono E dire che ti amo e Il cielo.
Nel 1969 ottiene un discreto successo con la canzone Fumetto, scelta dalla Rai come sigla del programma per ragazzi Gli eroi di cartone. All'inizio del nuovo decennio incide il secondo album Terra di Gaibola, nome che deriva da un sobborgo collinare di Bologna. Le vendite del disco risulteranno piuttosto scarse, tanto da indurre la RCA a non stamparne più nessuna copia fino alla metà degli anni novanta.

### Gli anni settanta

#### Da4/3/1943aPiazza Grande

Lucio Dalla al Festival di Sanremo 1971 lancia 4/3/1943

Nel 1971 partecipa nuovamente al Festival di Sanremo presentando la canzone 4/3/1943, su parole dell'autrice di testi (in seguito storica dell'arte) Paola Pallottino, che gli vale il terzo posto. Il brano, prima di essere ammesso alla manifestazione, conosce gli strali della censura, essendo stato intitolato inizialmente Gesù bambino. Il titolo, giudicato irrispettoso, considerando anche la storia narrata (quella di una ragazza madre che ha un figlio da un ignoto soldato alleato), è cambiato ex abrupto, prendendo come spunto la data di nascita di Dalla, pur non essendo una canzone autobiografica. Ugualmente alcune parti del testo, anch'esse giudicate inadeguate, vengono modificate: "mi riconobbe subito proprio l'ultimo mese" diviene "mi aspettò come un dono d'amore fino dal primo mese", "giocava alla Madonna con il bimbo da fasciare" muta in "giocava a far la donna con il bimbo da fasciare" e infine il ritornello finale "e ancora adesso mentre bestemmio e bevo vino... per i ladri e le puttane sono Gesù Bambino" viene adattato in "e ancora adesso che gioco a carte e bevo vino, per la gente del porto mi chiamo Gesù Bambino".
Il brano, divenuto nel tempo un evergreen del musicista, ottiene un successo notevole (quindici settimane di permanenza in hit parade), fino allora mai raggiunto dall'artista emiliano: lui stesso ne è subito consapevole: «Ebbi subito la sensazione di aver fatto qualcosa di veramente grosso, mi commuovevo e per due anni mi sono sempre commosso ogni volta che la cantavo. Poi cominciai a cantarla in pubblico [...] da Bolzano a Palermo era uno scatenarsi di manifestazioni di consenso». La canzone viene interpretata in francese dalla cantante e attrice Dalida (il testo sarà firmato da Pierre Delanoë) e portata al successo oltreoceano da Chico Buarque de Hollanda, che l'ascolta direttamente da Dalla, la memorizza a orecchio e ne scrive un testo nella sua lingua. «Gliela cantai in un ristorante - ricorda il musicista - a Campo de' Fiori. Si mise a piangere a dirotto. Tornò in Brasile e ne fece la sua versione. Un successo pazzesco».

Lucio Dalla, Bobby Solo e Gianni Morandi al Festival di Sanremo 1972

Nel medesimo anno esce Storie di casa mia, primo album del musicista a riscuotere successo. Il disco contiene, oltre alla sanremese 4/3/1943, molte canzoni che proietteranno Dalla, dopo varie sperimentazioni e molta gavetta, tra i grandi della musica italiana. Merito di una costruzione musicale più semplice e immediata, che ha l'esclusivo compito di mettere in risalto le storie cantate, secondo il modello folk dei colleghi Guccini e De André.. I testi, scritti da Baldazzi, Bardotti e Pallottino, toccano argomenti di natura sociale che contribuiscono a formare l'identikit del nuovo Dalla, evidenziando in lui non solo un cantante d'evasione, ma anche una voce attraverso cui riflettere e pensare. Tra i brani da segnalare: la delicata Un uomo come me, la toccante La casa in riva al mare, Il gigante e la bambina (sul tema della pedofilia), Per due innamorati, e Itaca, dialogo metaforico di un marinaio al suo capitano, dove ai cori il musicista fa cantare gli impiegati della RCA. Più avanti l'artista spiegherà la canzone come una metafora della ribellione del proletariato (rappresentato dai marinai) verso gli industriali (raffigurati da Ulisse).
Nel 1972 è ancora a Sanremo (per la quarta volta) con la commovente Piazza Grande, dedicata a un senzatetto realmente vissuto, con testo di Gianfranco Baldazzi e Sergio Bardotti, la cui musica è scritta assieme a Ron e pubblicata solo su 45 giri. Inizialmente il brano viene indirizzato a Gianni Morandi, Dalla però non vuole rinunciare al pezzo e riesce a presentarsi al Festival, resistendo alle pressioni della sua casa discografica, che peraltro vorrebbe intitolare il brano Canal Grande. Contrariamente a quanto si possa immaginare, la piazza che dà il titolo al brano non è il luogo simbolo di Bologna e cioè Piazza Maggiore, bensì "la più raccolta" Piazza Cavour: l'aneddoto è svelato da Gianfranco Baldazzi nel corso della puntata de La storia siamo noi, dedicata a Lucio Dalla, del 18 novembre 2011. Divenuta nel tempo un classico della musica italiana, a Sanremo non raggiunge la posizione sperata, classificandosi ottava.
Piazza Grande, assieme a 4/3/1943, diverrà ben presto una delle sue canzoni più note e apprezzate, sempre richiesta in tutti i suoi concerti. Il brano ha dato il nome all'associazione "Amici di Piazza Grande onlus", che opera a Bologna dal 1993 con lo scopo di dare cure e assistenza alle varie persone indigenti e senza dimora. Il testo della canzone, assieme a quelli di Vincenzo Cardarelli, Umberto Saba e Sandro Penna, è stato scelto nel 2001 come traccia per la prima prova dell'esame di maturità, collocato nella sezione dal titolo: "La piazza: luogo dell'incontro della memoria". In una intervista a La Repubblica l'artista afferma: «È solo una canzone. Io non sono di quelli che hanno bisogno di sentirsi definire poeti, le canzoni non hanno a che vedere con la poesia, hanno una loro autonomia, sono frutto di un percorso loro, di una ricerca che ha una sua dignità e un suo posto nell'immaginario collettivo, nella memoria di tutti, credo sia stato riconosciuto anche questo». Salvo poi aggiungere: «La scrissi alle isole Tremiti nel '71, poi la portai a Sanremo, è stata una canzone che ha avuto sempre più successo col tempo, l'argomento era aggregante, al di là della forma musicale, si prestava ad una fruizione popolare.»

#### Il periodo Roversi
Attenzione: dentro ci siamo tutti, è il potere che offende!»
(Roberto Roversi, da Le parole incrociate di Lucio Dalla)

Lucio Dalla e Paolo Conte nel 1977, durante lo spettacolo televisivo Il futuro dell'automobile e altre storie

Nel 1973, Dalla cessa il proprio rapporto professionale con i parolieri Sergio Bardotti e Gianfranco Baldazzi (autori di quasi tutte le canzoni incise fino ad allora) e si rivolge al poeta bolognese Roberto Roversi. La nuova collaborazione attraverserà quattro anni e tre long playing, definiti dalla critica "fondamentali" per lo sviluppo e l'imposizione, in Italia, della canzone d'autore. L'incontro con il poeta accentuerà ancora di più l'impegno politico del musicista, già affiorato, più volte, nei lavori precedenti. A far scoccare la scintilla fra i due, dopo qualche prova alla Libreria Antiquaria Palmaverde di Bologna, è il verso "nevica sulla mia mano", da La canzone di Orlando: «Rimasi come scioccato da questo meccanismo - ricorda Dalla - e da lì cominciammo ad andare avanti [...] Roversi mi ha insegnato cose ininsegnabili. Per partenogenesi, per osmosi, tirandomi da lontano delle freccine con la cerbottana, mi ha fatto capire delle cose che non avrei mai capito né a scuola né da solo né andando tre volte sul monte Sinai. Ho capito soprattutto l'organizzazione del pensiero della canzone, la parola, il segno, il senso, la forza».
Il risultato della loro prima collaborazione è Il giorno aveva cinque teste, uscito nel 1973. Il disco è un'opera molto sperimentale e di difficile interpretazione, in virtù dell'alto spessore dei testi e dei continui cambi musicali, fatti di suoni eccentrici e spiazzanti, e proprio per questo ricco di tematiche e possibili livelli di lettura. A tutto questo si aggiunge la qualità dell'interpretazione vocale, giocata su frequenti cambi di registro e sul gusto per l'improvvisazione jazzistica che definiscono un mondo musicale del tutto nuovo e autonomo. Il brano d'apertura, Un'auto targata TO, è un forte brano di denuncia civile, trattando argomenti quali l'immigrazione e la speculazione edilizia, presentato per il Festival di Sanremo 1973 ma non ammesso in gara. Il disco continua con brani di carattere sociale come L'operaio Gerolamo e Alla fermata del tram, solo musicali, come Pezzo zero e altri come Il coyote (sul dualismo ragione/istinto), Passato presente e la delicata e sognante La canzone di Orlando.

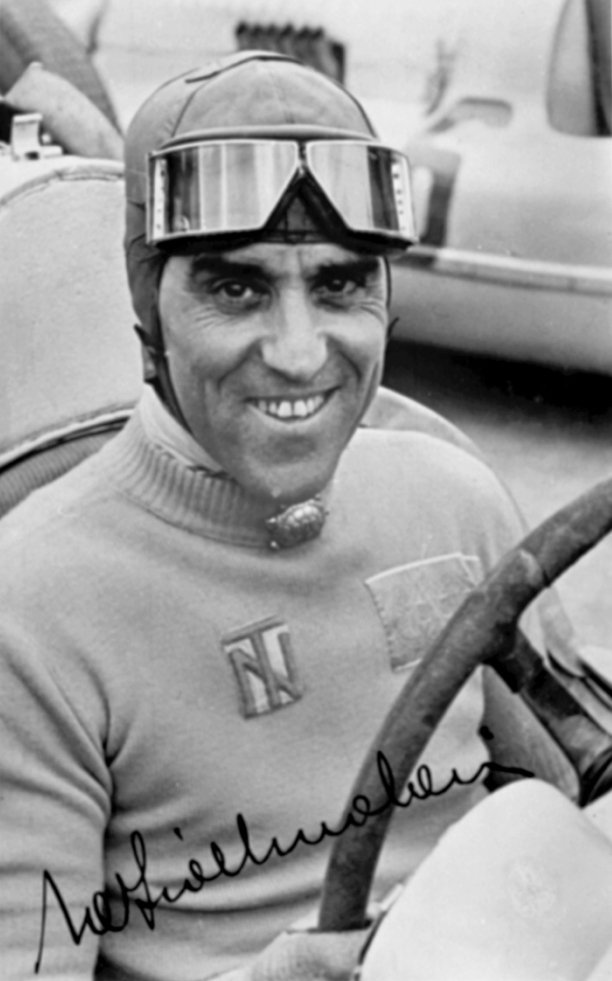
Un'immagine del pilota Tazio Nuvolari

Con testi poetici sempre elevati, ma più adeguati alla forma-canzone, esce nel 1975 Anidride solforosa. Tra i brani: Mela da scarto (sulla delinquenza minorile), Le parole incrociate (sugli eccidi di stato post-unitari), Carmen Colon (sui casi di cronaca nera) e l'irridente La Borsa Valori (elencazione febbrile di titoli azionari). Da non tralasciare la struggente Tu parlavi una lingua meravigliosa e la stessa title track, canzone ecologista in netto contrasto con la civiltà computerizzata (i cui simulacri sono ancora chiamati, in lingua italiana "elaboratori"). Sempre nell'anno in cui esce Anidride solforosa, Dalla partecipa al Festival del proletariato giovanile, promosso dalla rivista Re nudo, tenutosi a Milano al Parco Lambro, che vede radunarsi oltre 100 000 spettatori e, sul palco, avvicendarsi alcuni tra i maggiori esponenti della musica italiana. Sono anni in cui arte e musica da una parte e impegno civile e politico dall'altra si mescolano reciprocamente; non a caso, durante il periodo Roversi, l'artista proporrà spettacoli teatrali all'interno di varie fabbriche, portando le sue canzoni ad un preciso e determinato pubblico, fatto di lavoratori e operai.
Come atto conclusivo del sodalizio, la coppia Dalla-Roversi concepisce nel 1976 Il futuro dell'automobile e altre storie, uno spettacolo teatrale ripreso dalla stessa Rai nel gennaio dell'anno successivo. Coprotagonista e compagno di viaggio in tutte le puntate è uno scimpanzé di nome Natascia, a cui Dalla racconta in toni epici e favolistici le gesta del grande campione Nuvolari, le cui canzoni diverranno il centro e il perno del relativo album, intitolato Automobili. Dalla, spinto dalla casa discografica, raccoglie nel succitato disco parte delle canzoni dello spettacolo, contro il volere di Roversi che in risposta decide di non firmare l'album, depositandole con lo pseudonimo di Norisso: «Non ho voluto sottoscrivere il 33 giri Automobili - dichiara il poeta - è un tattico stravolgimento da parte della casa discografica del filo rosso argomentante che sottostava allo spettacolo Il futuro dell'automobile"».
Questa frizione porta a termine la collaborazione artistica tra i due. Le canzoni non incluse nell'album e rimaste inedite per molti anni sono: I muri del '21, La signora di Bologna, Assemblaggio, Rodeo e Statale adriatica, chilometro 220.
Automobili è costituito secondo lo schema del concept-album, eppure nella sua programmatica monotematicità risulta il più eterogeneo dei tre e viene premiato dalle vendite, grazie alla canzone Nuvolari dedicata al pioniere dell'automobilismo. L'estensione vocale dell'artista accompagna l'intero album, in un susseguirsi di ritmi vorticosi e originali melodie. Di conseguenza i vari brani, più che intonati, vengono volutamente "urlati", quasi a imitazione del rombo e della potenza dei motori cantati.
Tra le varie canzoni del disco si ricordano: Mille miglia (dove continuano ad essere cantate, "tra le rovine di un'Italia contadina", le imprese del "mantovano volante"), l'ariosa Il motore del 2000 e la ritmica, e al tempo stesso melodica, Due ragazzi. Infine è da segnalare la bizzarra Intervista con l'Avvocato (con un testo ridotto rispetto allo spettacolo), in cui Dalla, usando il suo celebre scat, immagina un'intervista con Gianni Agnelli.
Queste le parole di Dalla a proposito del divorzio artistico con Roversi: «A un certo punto ci siamo divisi su come organizzare il nuovo lavoro: lui lo voleva in maniera estremamente rigorosa, impostata verso un approfondimento del linguaggio dei nostri lavori precedenti, per esempio lui voleva parlare ancora essenzialmente con un linguaggio politico, mentre io non ero d'accordo, perché bisognava allargare più contatti col pubblico». Più avanti, aggiungerà ancora: «Fu un trauma... [...] Dopo Roversi non avrei mai immaginato di poter scrivere testi con altri. Come quando scopi con la Schiffer, a un certo punto lei non c'è più e al suo posto c'è un pastore tedesco. Allora capii che dovevo cominciare a scrivere i testi delle mie canzoni».

#### La maturità artistica e il grande successo
(Lucio Dalla, L'anno che verrà)
Nel 1977 la carriera di Lucio Dalla subisce un nuovo "strappo". Il musicista decide, nell'estate dello stesso anno, di ritirarsi alle isole Tremiti per dare vita ad un album tutto suo. Deluso dalla collaborazione con Roversi entrata in crisi dopo aver dato i suoi frutti migliori, l'artista diviene il referente unico della sua musica e, da qui in avanti, lo sarà per tutti i suoi album a venire.

Lucio Dalla e il suo caratteristico zucchetto di lana

L'esordio autoriale di Dalla, comunque, non potrebbe essere più felice: pur essendo un musicista puro, dimostra, fin dall'inizio, una padronanza letteraria solida e matura. Così facendo pubblica nel 1977, Come è profondo il mare, che, con l'omonima canzone, prende di mira il concetto stesso di "potere", che altro scopo non avrebbe se non quello di "bruciare il mare": qui preso come evidente metafora della libertà di pensiero. Altre canzoni da segnalare sono l'intimista Quale allegria, la solitaria e anarchica Il cucciolo Alfredo, la malinconica E non andar più via e la surreale Corso Buenos Aires. Altro pezzo centrale dell'album è la geniale e bizzarra Disperato Erotico Stomp. Il disco viene visto da molti fan come un tradimento e un cedere ad esigenze commerciali, e in tal senso lo attaccherà Roversi: «Ha voluto semplicemente essere lasciato in pace a cantare il niente. Sono scelte industriali, non sono scelte culturali», per poi essere riconsiderato a distanza come un vero caposaldo della sua discografia, e questo, anche sotto il profilo musicale, in virtù della presenza alle chitarre di Ron, che da qui in avanti comparirà nei vari album del musicista nelle vesti di arrangiatore.
Il giornalista Paolo Giovanazzi scrive che con l'album Com'è profondo il mare «Lucio Dalla riesce a trovare il punto di equilibrio tra la canzone ‘civile’ progettata con Roversi e una maggiore semplicità espressiva, almeno apparente [...] . L'osservazione sociale non viene accantonata [...], ma lo stile è cambiato, c'è più spazio per la musica».
L'album rappresenta una tappa fondamentale nella carriera dell'artista, sia per la svolta cantautoriale, sia per l'imposizione definitiva del personaggio Dalla: volutamente vestito male e sempre con zucchetto di lana in testa, ora accompagnato dal clarinetto, ora seduto a un pianoforte, il "Dalla autore" conquista in breve tempo una nuova e larga schiera di fan, anche grazie a performance canore sempre più teatrali, con improvvisazioni che arricchiscono costantemente ogni sua esibizione.

Lucio Dalla e il suo clarinetto

Il 24 luglio 1978 anche Dalla fu vittima della contestazione giovanile: un ragazzo lanciò una bottiglia incendiaria durante un suo show al Castello Sforzesco di Milano, per fortuna senza fare vittime né danni materiali.
La popolarità di Come è profondo il mare non resta un caso isolato; infatti non passano neppure due anni che viene alla luce un altro album di successo addirittura superiore (un anno e mezzo in classifica): Lucio Dalla, pubblicato nel febbraio del 1979, contenente canzoni-simbolo del cantautore, divenute ben presto molto popolari. Tutte le canzoni da ricordare: dalla favola adolescenziale di Anna e Marco, all'apocalittica L'ultima luna, dalla delicata e soft-rock Stella di mare, alla corrosiva La signora. L'album continua con Tango, la dolce-amara Milano, Notte e Cosa sarà, cantata con Francesco De Gregori su musica di Ron. A chiudere il disco una delle sue canzoni manifesto: L'anno che verrà, nel cui tramonto delle utopie e delle illusioni sembra chiudersi idealmente il decennio degli anni di piombo. In verità, alcune canzoni dell'album erano già state proposte dall'artista in un concerto tenuto per la televisione svizzera un paio di mesi prima, esattamente il 20 dicembre 1978, da cui poi verrà tratta, anni dopo, anche una videocassetta, poi DVD, a documentare la peculiare performance. Unico inedito Angeli, canzone che verrà donata anni più tardi al collega Bruno Lauzi.
Di tanto successo, raggiunto con l'album Lucio Dalla, nell'estate dello stesso anno si interrogheranno i redattori del settimanale L'Espresso, lanciando una copertina ironica dal titolo, "Ma che ci trovano in quel Dalla?", esaminando il fenomeno culturale del cantautore attraverso un "dialogo ai ferri corti e a viso aperto" con il celebre giornalista Giorgio Bocca.

#### La collaborazione con Francesco De Gregori

Lucio Dalla e Francesco De Gregori presentano Ma come fanno i marinai

Tra i due album citati c'è il fortunato 45 giri Ma come fanno i marinai, scritto e cantato in collaborazione con Francesco De Gregori e uscito nel dicembre del 1978. Il brano nacque in modo abbastanza casuale, come racconta il cantautore romano: «La canzone, forse la gente non ci crede, è nata a pranzo, quando, dopo il caffè, ci siamo messi a suonare insieme».
Ad esso fa seguito qualche mese dopo Banana Republic, storico tour dei due cantautori (con l'omonimo disco da 500 000 copie), che riempie nell'estate del 1979 gli stadi di tutta Italia e che è lanciato da un concerto nel luglio dell'anno precedente allo Stadio Flaminio di Roma, con ben quarantamila spettatori. La grande eco del tour deriva dal fatto che per la prima volta la musica d'autore sbarca negli stadi, misurandosi direttamente con il grande pubblico; il seguito popolare che ne deriva, infatti, è senza precedenti per la musica italiana, rivoluzionando il modo stesso di intendere il rapporto tra cantautore e pubblico, facendo di Dalla e De Gregori una sorta di primissime e "atipiche" rockstars.
In questo senso i due artisti anticiperanno sia le oceaniche adunate di Claudio Baglioni, sia le grandi kermesse di rocker italiani, quali Vasco Rossi e Ligabue.
Il disco live presenta dieci canzoni, alcune cantate singolarmente, altre in coppia. Il brano d'apertura, Banana Republic, è la cover di una canzone americana di Steve Goodman, riadattata in italiano da De Gregori. Altra cover del disco è la canzone di Paolo Conte Un gelato al limon, pubblicata lo stesso anno dal cantautore astigiano e riadattata dal duo in una strana e ironica versione, assai vicina alle sonorità rock. C'è anche spazio per intonare l'inizio di Addio mia bella Napoli, canzone napoletana cantata tra gli altri dal tenore Enrico Caruso, prima di concludere con la già citata Ma come fanno i marinai. Assieme al disco esiste anche un film-concerto, diretto da Ottavio Fabbri, uscito nello stesso anno, che documenta le varie tappe del tour. All'interno si possono trovare numerosi retroscena e molte interviste rilasciate dai due cantautori.

### Gli anni Ottanta

#### Dall'albumDallaalQ Disc

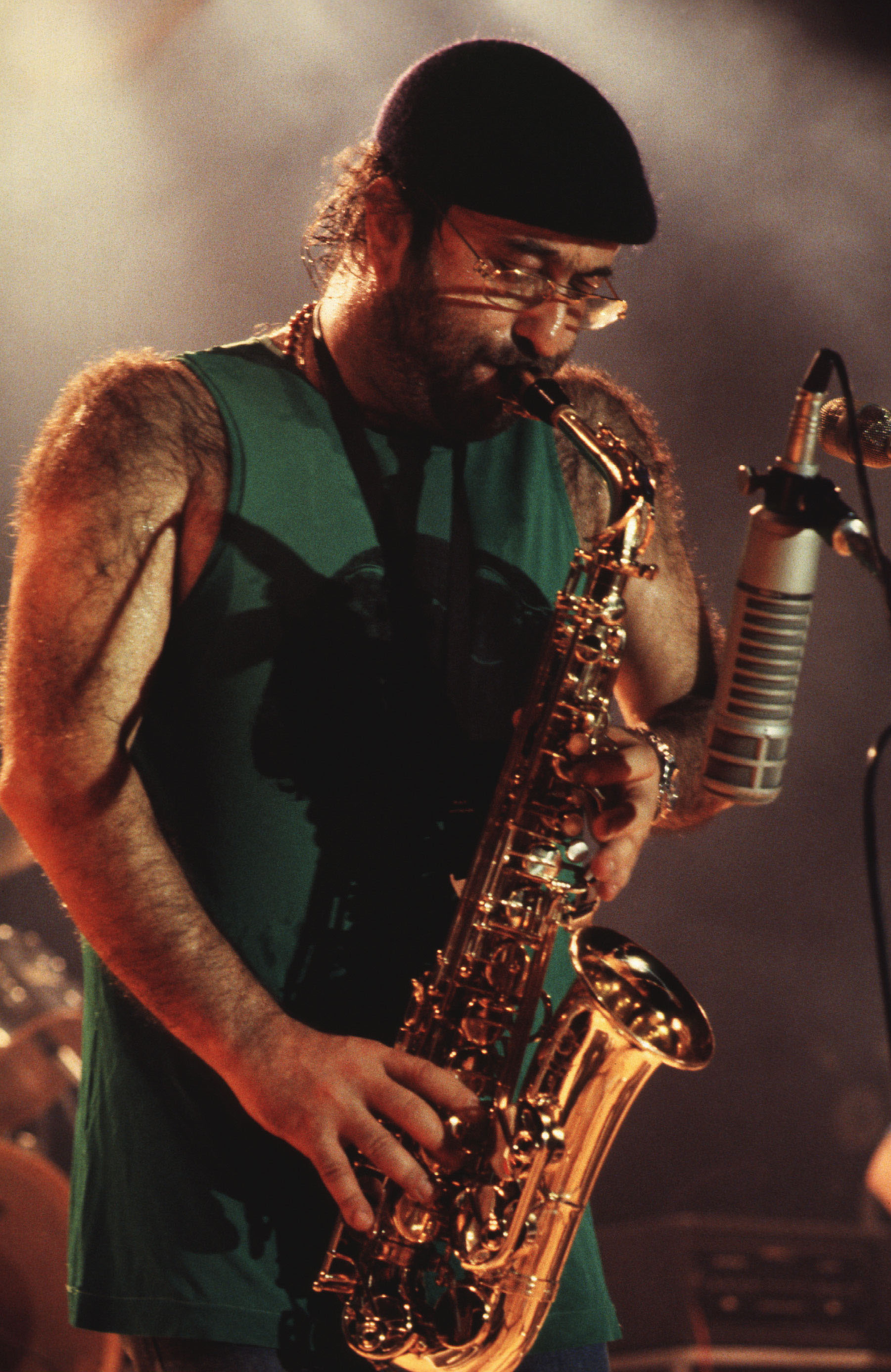
Lucio Dalla al sax

Nel settembre del 1980, l'artista bolognese dà alle stampe un altro disco, Dalla. Il sound creato dal gruppo sforna un vero rock d'autore, portando il disco subito in vetta alle classifiche (600 000 copie vendute) e confermando nuovamente un periodo di grande felicità creativa. Gli otto brani presenti nell'album vengono in breve salutati, da pubblico e critica, come autentici classici del repertorio dalliano. A tal proposito, canzoni da segnalare sono senz'altro Futura (storia di un amore, dove il crescendo musicale imita volutamente quello di un amplesso), Cara (che inizialmente avrebbe dovuto intitolarsi Dialettica dell'immaginario) e l'intensa La sera dei miracoli, quest'ultima dedicata a Roma. Altro singolo trainante dell'album è Balla balla ballerino, canzone dal testo visionario che lancia un messaggio positivo.
Da menzionare ancora: Mambo, l'irriverente e ironica Siamo dei, Il parco della luna e la trascinante Meri Luis, considerata dall'amico e teologo Vito Mancuso una delle sue canzoni più importanti. In merito alla genesi del testo di Futura, assai suggestive sono le dichiarazioni del cantante: «Futura nacque come una sceneggiatura, poi divenuta canzone. La scrissi una volta che andai a Berlino. Non avevo mai visto il Muro e mi feci portare da un taxi al Checkpoint Charlie, punto di passaggio tra Berlino Est e Berlino Ovest. Mi sedetti su una panchina e mi accesi una sigaretta. Poco dopo si fermò un altro taxi, ne discese Phil Collins che si sedette nella panchina accanto alla mia e anche lui si mise a fumare una sigaretta... Mi venne la tentazione di avvicinarmi a Collins per conoscerlo, per dirgli che ero anch'io un musicista. Ma non volli spezzare la magia di quel momento. In quella mezz'ora scrissi il testo di Futura, la storia di questi due amanti, uno di Berlino Est, l'altro di Berlino Ovest, che progettano di fare una figlia che si chiamerà Futura».
Nel 1981 Lucio Dalla pubblica Q disc, in un nuovo formato discografico, già lanciato nel mercato dalla RCA, per promuovere nuovi artisti e ospitare cantanti già affermati, come Dalla. Seppure un mini-album, la maggior parte della critica ascrive Q disc al periodo della "maturità artistica", considerandolo una sorta di chiusura, e al tempo stesso prolungamento, degli album precedenti. Molto successo ottiene la canzone d'apertura: Telefonami tra vent'anni, sarcastico brano contro l'ossessione telematica, che prende di mira alcuni tra gli oggetti simbolo della comunicazione di massa, come la televisione e il telefono. Degna di nota anche la graffiante e ironica Ciao a te e il malinconico blues di Madonna disperazione. A chiudere il disco una cover strumentale del brano You've Got a Friend di Carole King. Nello stesso periodo, Dalla produce il nuovo album di Renzo Zenobi, Telefono elettronico, prestando la sua voce nella relativa title track.

#### La nascita degli Stadio

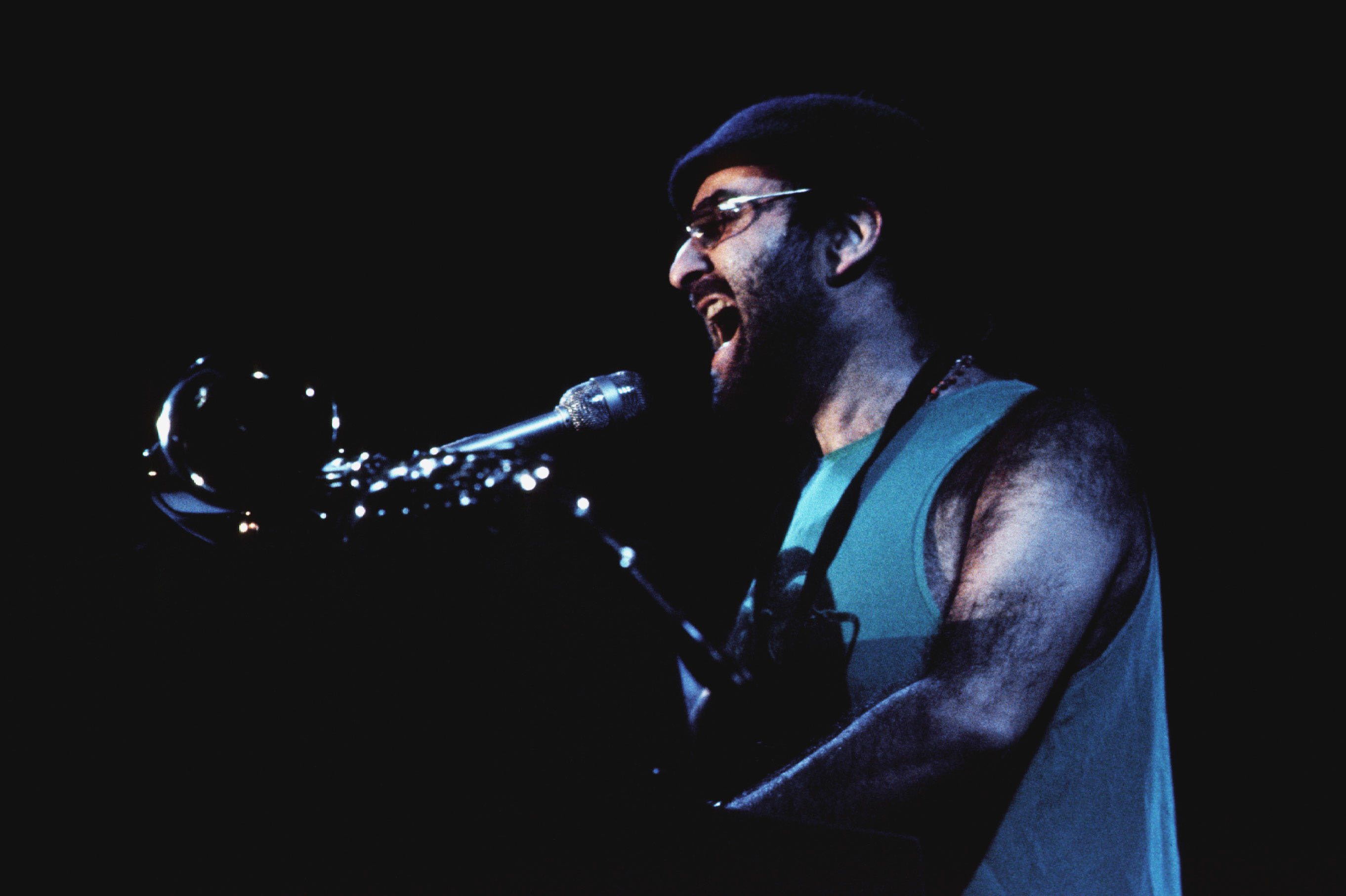
Lucio Dalla suona la tastiera durante un'esibizione

Alla fine del 1981, il complesso di Lucio Dalla decide di intraprendere una carriera parallela, ufficializzando con l'uscita di un 45 giri, la nascita degli Stadio. Il nome della band - come ricordato da Gaetano Curreri - ha avuto origine nella tournée di Banana Republic, durante le estenuanti prove giornaliere, che avevano sempre come teatro all'aperto proprio uno stadio; da lì, la scelta del nome. Nel 1982 la neonata band pubblica un LP da sei tracce, con alcuni testi firmati dall'autore bolognese tra cui Un fiore per Hal (parte I e II), dove Dalla canta assieme al chitarrista Ricky Portera. Al contempo, l'attore e regista Carlo Verdone decide di dedicare al cantautore bolognese il proprio film Borotalco, dove una ragazza, interpretata da Eleonora Giorgi, cerca in tutti i modi di conoscere Lucio Dalla, suo idolo musicale. Per il lancio del film uscirà la canzone Grande figlio di puttana, presente anche nel primo album degli Stadio, scritta da Lucio Dalla, Gaetano Curreri e Giovanni Pezzoli che varrà ai tre artisti, nello stesso anno, il David di Donatello e il Nastro d'argento per la miglior colonna sonora originale.
In merito al film Verdone ha ricordato alcuni retroscena: «Il produttore, Mario Cecchi Gori, sparò nella locandina il suo nome a caratteri cubitali, il mio - che ero il regista - era scritto in piccolo. Lucio si arrabbiò, ricordo ancora la sua telefonata: Spera che il film mi piaccia, andrò a vederlo stasera». Qualche ora dopo arriva la telefonata da un cinema di Bologna: «Mi chiamò per farmi i complimenti. Mi disse che ero stato bravo».
Tornando alla nascita degli Stadio, Gaetano Curreri ha affermato che il cantante del gruppo non doveva essere lui, ma un altro. Fu lo stesso Dalla a convincere Curreri a interpretare i pezzi degli Stadio, vincendo l'iniziale ritrosia di quest'ultimo. Nella stessa intervista, l'artista forlivese ha fatto notare come nei primi album la sua voce ricalcasse, per impostazione e tonalità, quella di Dalla, quasi a rasentarne un'imitazione. A titolo di esempio, ha ricordato come Ornella Vanoni, nell'ascoltare Grande figlio di puttana, fosse assolutamente convinta che la voce appartenesse a Dalla e non a quest'ultimo, rimanendo incredula nell'apprendere il contrario. Le strade della band e del cantautore emiliano saranno comunque ben lungi dal dividersi, continuando una collaborazione che durerà, in pratica, per tutti gli anni ottanta.

#### 1983,Viaggi organizzati,Bugie

Lucio Dalla e Francesco Guccini in una foto degli anni ottanta

Un anno dopo esce 1983, che vede in sala d'incisione ancora la presenza degli Stadio. "L'album alterna intuizioni geniali a momenti di abbandono, slanci formidabili a segni di stanchezza" [...] L'autore ne è pienamente consapevole, tanto da affermare: «L'ho registrato a caldo, senza una progettazione e senza tenere conto dell'interlocutore, del pubblico a cui mi rivolgo». Qualche anno dopo chiarirà il concetto: «Mentre stavo registrando 1983 ero impegnato a rinnovare il mio contratto discografico, non mi andava molto di fare quel disco. L'errore era già alla base: centrare il disco sul mio personaggio; resi la mia situazione di cantante e autore più seria di quello che doveva essere. Cantavo su una sedia, davo le coordinate, mentre il soggetto delle mie canzoni è sempre stato la gente, non ho mai soggettivizzato tranne in episodi volutamente ironici come Disperato erotico Stomp». Sempre nel 1983, scrive la canzone Lontano da dove, dall'omonimo film di Stefania Casini e Francesca Marciano.
Nel 1984, Dalla cambia rotta musicale. Abbandonati gli Stadio, inizia a collaborare con Mauro Malavasi, reduce dai grandi successi dance, che accentua ulteriormente la ritmica degli arrangiamenti. Il risultato è Viaggi organizzati, con l'omonima canzone e soprattutto con la hit Tutta la vita, incisa in inglese da Olivia Newton-John e cantata dal vivo dall'amico De Gregori, dove Dalla sembra fare un bilancio ironico e agrodolce sul suo destino: "Tutta la vita a far suonare un pianoforte/ lasciandoci dentro anche le dita/ su e giù o nel mezzo a una tastiera/ siamo sicuri che era musica?". In merito al testo l'artista avrà a dire: «Ho impiegato più di un mese e mezzo per realizzarlo. Una frase come “al limite fisico del racconto” ha in sé qualcosa di folle che mi piace da impazzire. La critica, naturalmente, ha immediatamente ipotizzato che avessi costruito il testo mettendo una serie di frasi una dietro l'altra». Di rilievo i brani Tu come eri, Stornello e Washington, quest'ultima con la parte musicale scritta da Tullio Ferro, storico autore di musiche per Vasco Rossi.
Nel 1985 torna a lavorare con gli Stadio e nel gennaio del 1986 esce Bugie (dove partecipano come batterista e autore Giovanni Pezzoli e come corista Gaetano Curreri). Trainato dal successo di Se io fossi un angelo, registra di nuovo ottimi riscontri di vendite, aggiudicandosi il disco di platino.
L'album contiene canzoni romantiche come Chissà se lo sai (su musica di Ron) e Soli io e te. Da menzionare il brano Ribot, la dissacrante e autobiografica Luk e il pezzo strumentale Tania del circo, dal sapore squisitamente jazzistico, dove suona il sax con il pianista jazz Franco D'Andrea. Nello stesso periodo viene pubblicato il noto pezzo musicale Lunedifilm (già da tempo sigla d'apertura della Rai per la presentazione dei film serali in onda il lunedì), scritto dall'artista e incluso nell'album degli Stadio Canzoni alla radio.

#### Il successo internazionale diCaruso
(Lucio Dalla, Caruso)
Nel marzo del 1986 parte in tournée con gli Stadio per una serie di concerti all'estero culminati con le esibizioni negli Usa. A tal proposito la Rai programmerà uno speciale dedicato proprio al concerto tenutosi al Village Gate di New York il 23 marzo del 1986 dove, tra una canzone e l'altra, Dalla racconta la sua esperienza negli States. Dal concerto americano verrà poi estratto il doppio album dal vivo DallAmeriCaruso. Unico inedito dell'album è la struggente Caruso, (disco di platino e Targa Tenco come miglior canzone dell'anno), che racconta gli ultimi giorni di vita del grande tenore e regalerà al cantautore emiliano un successo straordinario. Il brano, che ha venduto quasi 9 milioni di copie in tutto il mondo, è oggi considerato un classico della canzone italiana e napoletana e, nel corso degli anni, è stato interpretato da vari artisti internazionali, tra i quali Mercedes Sosa, Céline Dion, Michael Bolton, Lara Fabian, Julio Iglesias, Andrea Bocelli e Luciano Pavarotti;. La canzone, tradotta in varie lingue, ha venduto oltre 38 milioni di copie in tutto il mondo. Il giorno 28 febbraio 2008, durante la Cinquantottesima edizione del Festival di Sanremo, il presidente della Siae, Giorgio Assumma, ha reso note "le 10 canzoni italiane più conosciute e cantate nel mondo", rilevate dagli stessi bollettini Siae. La canzone di Lucio Dalla, Caruso, si è piazzata al secondo posto, dietro all'altrettanto celebre Nel blu dipinto di blu, di Domenico Modugno.
Dalla, in varie interviste, l'artista ha più volte spiegato la genesi del brano: "è una canzone del cuore" racconta, nata da un inaspettato e intenso viaggio a Sorrento. In seguito a un guasto alla sua barca, Dalla è costretto a sostare in costiera, nello stesso hotel e nella stessa stanza dove anni prima soggiornò il grande tenore Enrico Caruso. Il personale dell'albergo, dopo essersi trattenuto a cena con il cantautore, gli racconta della coinvolgente storia d'amore tra Caruso, ormai affetto da una grave malattia ai polmoni che gli impediva di cantare, e una giovane allieva, a cui il grande lirico insegnava canto. Colpito da quelle parole, il cantautore, ritiratosi nella stanza, guardando le foto del tenore, il suo vecchio pianoforte e il suggestivo panorama di Sorrento, trova l'ispirazione per comporre sia il testo sia la musica. Così nasce Caruso, in un modo fortuito - come ricorda ancora Dalla - "una canzone nata per caso" e destinata a diventare una delle canzoni italiane più note nel mondo.
Il conduttore Pippo Baudo riferisce che inizialmente l'artista era restio a cantare il brano, in quanto, essendo lui emiliano e non napoletano, non si sentiva all'altezza di interpretarlo. Peppino Di Capri afferma di essere stato il primo ad ascoltarla, addirittura il giorno dopo che l'ebbe composta: «Venne nella mia casa discografica a Napoli e mi chiese un parere, si mise al pianoforte e suonò. Rimasi senza parole e mi uscì una lacrima. Ma tu veramente fai? Mi chiese alla nostra maniera. Vai tranquillo, sarà un successo mondiale, gli risposi». D'altronde Dalla non aveva mai celato l'influenza che ebbe su di lui la canzone classica napoletana e il forte legame con la città di Napoli, di cui disse: «Io non posso fare a meno, almeno due o tre volte al giorno, di sognare di essere a Napoli. Sono dodici anni che studio tre ore alla settimana il napoletano, perché se ci fosse una puntura intramuscolare, con dentro il napoletano - tutto il napoletano - io me la farei, per poter parlare e ragionare come ragionano loro da millenni».

#### La collaborazione con Gianni Morandi
Nel giugno del 1988 arriva una nuova esperienza ovvero Dalla/Morandi, disco da 15 tracce (ancora una volta un milione di copie vendute), contenente vecchi successi dei due amici, con in più vari inediti scritti dallo stesso Dalla, Mogol, Mario Lavezzi, Battiato, Stadio e Ron. La canzone di lancio Vita è subito un successo, scritta da Mogol, su musica di Mario Lavezzi, diverrà per Morandi un nuovo trampolino di lancio per tornare di diritto tra i grandi della canzone italiana. In merito al singolo Vita, Mario Lavezzi ricorda: «All'inizio la canzone si intitolava Angeli sporchi, e iniziava con le parole "Cara in te ci credo": era dedicata a una ragazza che aveva avuto delle traversie, e si era un po' persa per strada... Dalla ci impose una modifica: la parola "Cara" diventò "Vita", perché a qualcuno poteva dare l'impressione che lui e Morandi si chiamassero così tra loro... a Dalla il brano piacque subito, lui cercava delle canzoni per il disco con Morandi, perché l'idea di incidere un album fu presa di slancio e non aveva niente di pronto». Numerose le tracce da ricordare. In primis le personali interpretazioni di Chiedi chi erano i Beatles di Morandi e C'era un ragazzo che come me amava i Beatles e i Rolling Stones di Dalla, Il duemila, un gatto e il re con testo di Roberto Roversi e musica di Gaetano Curreri e la canzone Emilia con musica di Dalla e testo di Francesco Guccini, da loro stessi cantata assieme a Gianni Morandi. Infine si segnalano Che cosa resterà di me, scritta da Franco Battiato per Gianni Morandi, Cuori di Gesù su musica di Cocciante e Felicità, interamente scritta da Dalla.

Lucio Dalla al Ferrara Buskers Festival del 1989

Segue un fortunato e lunghissimo tour (anche all'estero, con 110 repliche) nei più affascinanti luoghi d'arte d'Italia, nel quale i due artisti, accompagnati (per l'ultima volta) dagli Stadio giocano a scambiarsi i brani, raccontando la loro storia ad un pubblico che interviene numerosissimo ad ogni concerto. La tappa conclusiva del tour estivo avverrà al Teatro Greco di Siracusa, in diretta televisiva su Raiuno (con la regia di Ambrogio Lo Giudice). Così, sulle pagine de la Repubblica, Gino Castaldo recensiva i loro show: «Ad unirli è l'emilianità, a dividerli sono due differenti culture della canzone italiana. Da una parte c'è Morandi, sorridente che canta a cuore aperto sentimenti trasparenti, dall'altra c'è Dalla, l'autore per eccellenza che scava, corrode, mostra dei sentimenti la faccia più imprevista e talvolta più inquietante. Vederli insieme è strano, fa pensare a due correnti di gusto e di espressione che si fronteggiano, cercano un dialogo come in un immaginario compromesso storico della musica».

### Gli anni Novanta

#### Attenti al lupoe altre storie

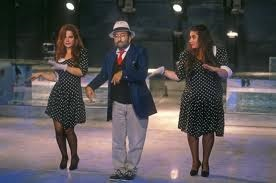
Lucio Dalla in una trasmissione del 1990 inscena il balletto di Attenti al lupo.

Nell'ottobre del 1990 esce Cambio, «il cui titolo programmatico non nasconde il desiderio di Dalla di ridefinire ancora una volta la sua immagine, anche a prezzo di mitigare l'originalità della proposta». Questo "nuovo corso", che farà da apripista alla fase pop degli ultimi anni, sarà confermato anche negli album successivi e per tutti gli anni novanta. Pur mutando corso, ciò che non muta nell'artista emiliano è l'assoluta capacità di catalizzare il grande pubblico. Il disco, trainato dal singolo Attenti al lupo (scritto da Ron), vende 1 500 000 copie, risultando uno degli album italiani più venduti di sempre. Il giornalista Giancarlo Trombetti ha ricordato in un recente articolo, dopo la morte dell'artista, la genesi di Attenti al lupo, affermando che originariamente il brano avrebbe dovuto cantarlo Ron e non Dalla e che quest'ultimo cercò di convincerlo a cedergli il pezzo. Il brano passò nelle mani di Dalla non tanto per un regalo dell'amico Ron, come si sarebbe portati a pensare, ma più per frutto dell'insistenza di Dalla. Il giornalista ricorda ancora che Lucio, rivolgendosi a Ron, disse: «Tu sei visto dalla gente in modo troppo serio... io sono un pagliaccio buffo, non ti ci vedo a canticchiare Attenti al lupo, attenti al lupo... ed essere preso sul serio, io, invece, sì.»
La grande intuizione di Dalla risiede nell'idea di "teatralizzare" il brano, inscenando, nel relativo videoclip, un efficace balletto all'ombra di un tendone da circo, con al fianco due ragazze (di cui una è la cantante Iskra Menarini), riproponendo lo sketch a ogni apparizione televisiva. Il singolo diviene un tormentone, facendo ben presto schizzare il disco in vetta alle classifiche. La canzone di lancio Attenti al lupo, se da una parte ha avuto il pregio di trascinare l'album al successo commerciale, dall'altra ha oscurato, per così dire, alcune tracce, qualitativamente più meritevoli, che con il tempo si sono ritagliate il loro giusto spazio e valore. Canzoni da ricordare sono senz'altro l'emozionante Le rondini, su musica di Mauro Malavasi, Bella, l'inconsueta È l'amore e soprattutto Comunista, già scritta in passato con Roberto Roversi, con un testo leggermente modificato dallo stesso Dalla, così come l'originario titolo Ho cambiato la faccia di un Dio.

Lucio Dalla si esibisce al Festival del Cinema

Sempre nello stesso anno, precisamente il 25 ottobre del 1990, su RaiStereoDue, Lucio Dalla incontra Federico Fellini. I due artisti discutono degli effetti emotivi e malinconici che la musica spesso produce in chi l'ascolta, scambiandosi, divertiti, le reciproche impressioni. Quasi a inizio intervista il grande regista descrive in modo epico un concerto del cantautore, tenuto al Teatro Tenda di Roma negli anni ottanta: «La prima volta che ti ho visto... è stata una visione un po' infernale... sono entrato, e in mezzo ad un gran fumo, ti ho visto in fondo a un palco; dalla platea mandavano urla e strida come pipistrelli e decibel irraggiungibili... laggiù c'eri tu, dietro una tastiera con il tuo cuffiotto in testa; apparivi come un'immagine salgariana, un corsaro, un pirata e dalla tua tastiera partivano clangori, come fossero cannonate». Dalla dichiara prontamente tutto il suo stupore nell'apprendere che un personaggio della caratura di Fellini fosse presente a un suo concerto e il regista riminese ribatte prontamente: «Ad un concerto di Dalla potrebbero esserci anche personaggi della storia come Vittorio Emanuele II o Garibaldi, tutti quanti dovrebbero venire ad ascoltare un tuo concerto, tanto è la forza evocativa che emana». Tempo addietro, il cineasta aveva omaggiato il cantautore nel suo film Ginger e Fred, nella sequenza in cui Giulietta Masina incontra in un pullman alcuni sosia di personaggi famosi, tra cui quelli del musicista emiliano. Successivamente, tra il 1991 e 1992, Dalla organizza una serie di concerti che daranno vita al Cambio tour, dove avrà modo di farsi notare e conoscere il giovane cantautore Samuele Bersani.

#### L'uscita diHennae il successo diCanzoni

Lucio Dalla con la poetessa Alda Merini

Dopo il live Amen, esce nel dicembre del 1993 il nuovo LP denominato Henna, contenente la canzone omonima: una misticheggiante melodia con un testo molto evocativo che Dalla considererà sempre tra le sue preferite. Il lancio del Videoclip di Henna avverrà nella trasmissione Roxy Bar, condotta da Red Ronnie che dopo la scomparsa del cantautore ricorderà tra le altre cose proprio quell'evento: «Si trattava del video più rivoluzionario mai visto in TV che io mandai in onda su richiesta di Dalla durante una puntata del mio programma. Lucio mi chiese di oscurare completamente lo schermo per ascoltare meglio una sua canzone, Henna. Io obbedii... fu un "coupe de theatre" (sic!) che fece scalpore, tanto che l'episodio fu ripreso dai giornali di tutto il mondo». Tanti i brani da segnalare: l'ariosa Latin lover, l'intimista Domenica, la ritmata Liberi, Cinema (dove compare la voce di Marcello Mastroianni) e la grottesca Merdman. Chiude l'album la vibrante Treno: brano di natura sociale che racconta un'Europa dell'est post comunista che corre come un treno verso il duemila, assediata continuamente da soldati e carri armati, "tra vecchi e nuovi fascisti".
Sempre nel 1993, Lucio Dalla riceve il Premio Librex Montale, nella sezione "Poetry for Music". Tale sezione è stata aggiunta nel 1991 allo scopo di dare riconoscimento a testi scritti per la musica che avessero una particolare valenza poetica; oltre a Dalla hanno ricevuto il premio Paolo Conte, Francesco Guccini, Fabrizio De André, Franco Battiato e Ivano Fossati. Nell'occasione ha modo di incontrare le poetesse Alda Merini e Leandra D'andrea con cui stringerà amicizia. Entrambe saranno anche autrici di una poesia dedicata proprio all'artista bolognese.

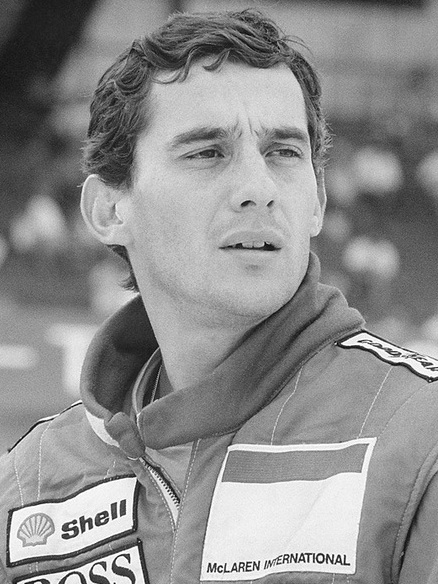
Il pilota brasiliano Ayrton Senna, dedicatario della canzone Ayrton

Nel 1996 esce Canzoni che decreta la definitiva svolta pop dell'autore. L'album è trainato dal singolo Canzone, il cui testo è stato scritto insieme a Samuele Bersani, e di cui verrà realizzato un videoclip di successo girato a Napoli. Seppur meno ispirato rispetto ai lavori precedenti, grazie ad altri brani come Ayrton, scritto da Paolo Montevecchi e dedicato al pilota di Formula 1 Ayrton Senna, e Tu non mi basti mai, l'album venderà complessivamente 1 300 000 copie, bissando il successo di Cambio. Il disco contiene una sorpresa: come ultima canzone è presente una ghost track e altro non è che un rifacimento di Disperato erotico stomp cui segue, a chiusura del disco, un inno religioso dal titolo Vieni, spirito di Cristo, interpretato dal giovane frate domenicano Alessandro Fanti. Nello stesso periodo è da ricordare una delle sue tante incursioni nella musica colta e accademica, con la messa in scena di Pierino e il lupo di Sergei Prokofiev. Mesi più tardi, con la medesima disinvoltura con cui si è inoltrato nella musica classica, passa alla musica dance, pubblicando nell'autunno dello stesso anno la raccolta Lucio Dalla - Dance Remixes, un disco dance con dieci successi del cantautore bolognese passati al remix da famosi dj dell'epoca.

#### La nuova collaborazione con Roversi e l'uscita dell'albumCiao

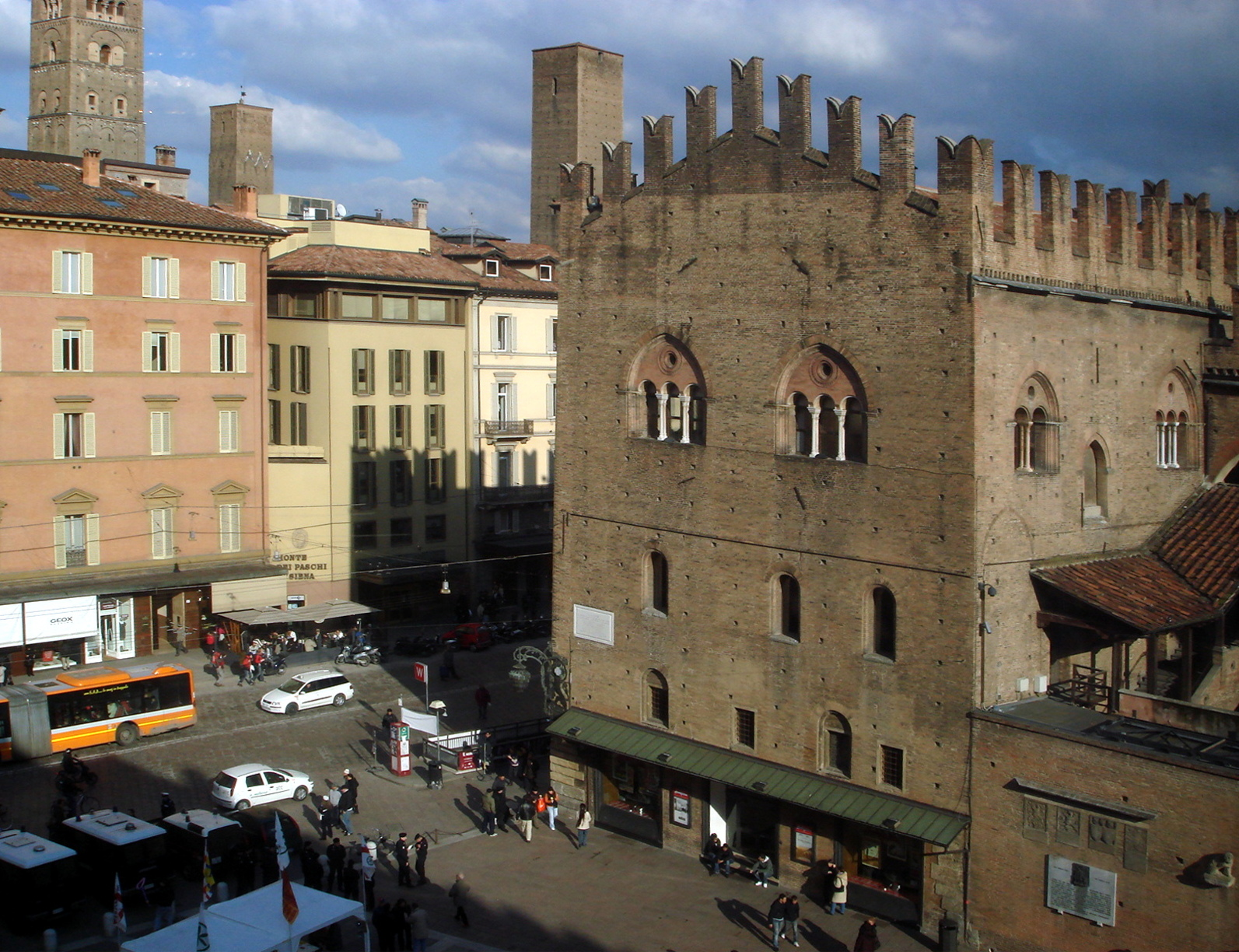
Il palazzo di Re Enzo a Bologna

Nell'estate del 1998, il sodalizio artistico tra Lucio Dalla e Roberto Roversi ha di nuovo un'inaspettata quanto gradita appendice. Infatti, nel giugno dello stesso anno, va in scena un importante spettacolo, scritto dal poeta bolognese nel 1974, dal titolo Enzo re, con musiche dello stesso Dalla. L'avvenimento, in collaborazione con l'università di Bologna, farà da preludio a tutta una serie di eventi che si susseguiranno nel 2000, quando la città emiliana sarà proclamata, per quell'anno, Capitale europea della cultura. L'opera, che tratta della storia di Re Enzo, figlio di Federico II di Svevia, e della sua cattura da parte dei cittadini bolognesi, è inscenata per lo più da vari studenti universitari e da alcuni attori di fama come Ugo Pagliai e Paolo Bonacelli, con incastonate alcune canzoni eseguite dallo stesso Dalla. Seguirà poi un vero e proprio album dall'omonimo titolo e con sei tracce (di cui quattro – Falconetto, Il grande vecchio, La canzone di Adelasia sul mare, Opposizione A Opposizione – cantate da Dalla) che non vedrà mai la luce del mercato discografico e sarà regalato direttamente alla stessa università. Lo spettacolo, divenuto itinerante, nel corso del tempo sarà inscenato svariate volte e sempre con la supervisione del cantautore. Le quattro canzoni dell'album Enzo Re (come quelle rimaste inedite del 33 giri Automobili) verranno pubblicate, a sorpresa, nel novembre 2013, nella raccolta Nevica sulla mia mano che, attraverso l'aggiunta di manoscritti e dattiloscritti di lavorazione, ripercorre l'intero connubio artistico e personale tra il poeta e il musicista emiliano.
Dopo aver ricevuto nel 1999 la Laurea Honoris Causa dall'università di Bologna in "lettere e filosofia", nel settembre dello stesso anno (esattamente il 9/9/99) pubblica Ciao (200 000 copie vendute in poco più di una settimana e doppio disco di platino), dove riscuote successo l'omonima canzone. In merito al nuovo disco, oltre a Ciao sono da ricordare brani quali What a Beautiful Day, Trash e altri di natura più intimista come Non vergognarsi mai, Là e Scusa. Vi è pure un rifacimento della sua vecchia 1999, simbolicamente reincisa per salutare la fine del millennio. Il relativo tour, partito nella primavera-estate del 2000, registrerà ovunque il tutto esaurito.

### Gli anni Duemila

#### Tra pop e lirica

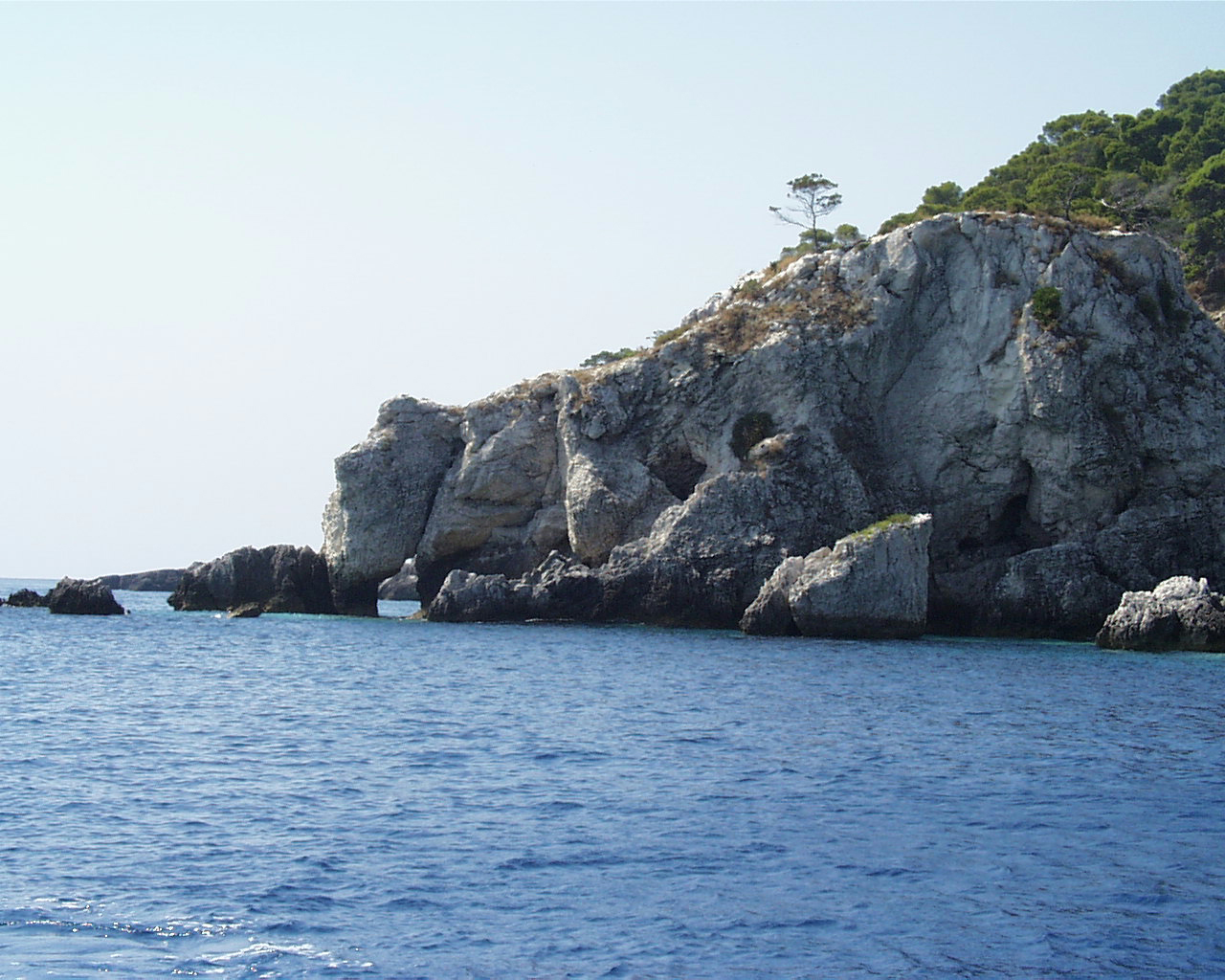
Uno scorcio dell'Isola di San Domino, alle Tremiti, dove risiedeva Lucio Dalla

Il nuovo millennio si apre con l'album Luna Matana, pubblicato nell'ottobre del 2001 ed anticipato dal singolo Siciliano. Una delle canzoni dell'album, Kamikaze, è da molti interpretata come reazione agli attacchi terroristici dell'11 settembre. Tale è la certezza che il Corriere della Sera, in un articolo del 23 settembre 2001, dichiara: "No della casa discografica al Kamikaze di Dalla", a sottolineare una sua presunta censura sul brano in questione, in quanto non scelto come singolo di lancio. La casa ha replicato che visto il preciso frangente storico politico la decisione di non scegliere quel brano era ovvia, aggiungendo di aver preso la decisione di comune accordo con l'artista. Lo stesso Dalla interviene nella questione affermando, tra le altre cose, che il brano non si riferisce agli attentati dell'11 settembre, in quanto il termine Kamikaze, più che al tempo attuale, riporta a quello della seconda guerra mondiale, scenario storico per il quale la canzone era stata pensata.
Continuando nell'argomento il cantautore afferma che paradossalmente a trattare dei fatti dell'11 settembre è stata la canzone di lancio dell'album precedente, facendo notare come i versi della sua Ciao sembrino preconizzare i tragici fatti di New York: "C'è stato come un lampo lì proprio in mezzo al cielo/ era blu cobalto liscio, liscio senza un pelo/ la città sotto era un presepe/ le luci del tramonto/ la scia di un aereo facevano che bello il mondo". La canzone Kamikaze (con alle chitarre Gianluca Grignani) ha comunque successo, così come Siciliano, dove compare la voce di Carmen Consoli. Da ricordare i brani Notte americana e Agnese delle Cocomere; quest'ultimo dedicato al famoso ritrovo di Bologna, luogo molto amato dal cantante emiliano. Il titolo del disco è una licenza poetica del musicista e allude all'insenatura (Cala Matana), che scende a strapiombo sul mare, nell'Isola di San Domino, alle Tremiti, dove sono situati la casa e lo studio dell'artista.

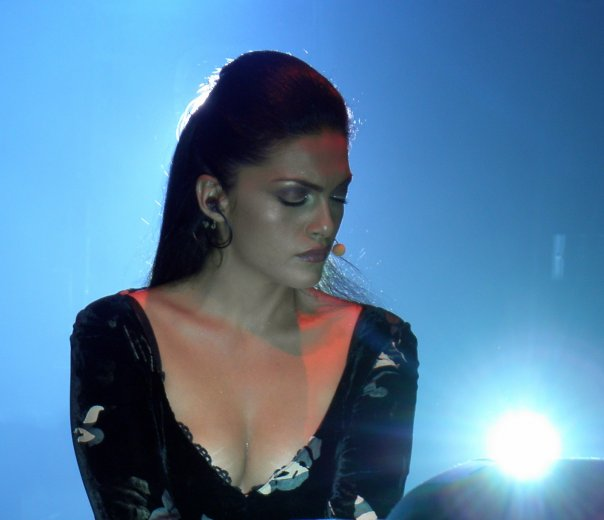
Una scena tratta dalla Tosca di Lucio Dalla, nella foto l'attrice Rosalia Misseri

Il 2003 è un altro anno chiave per Lucio Dalla: decide infatti di inoltrarsi nella musica lirica, inscenando e componendo la sua Tosca - Amore disperato, tratta dal capolavoro di Giacomo Puccini. Dallo spettacolo ha poi estrapolato e interpretato anche l'omonimo brano, Amore disperato, con la partecipazione di Mina, che canta gran parte del testo, alternando la sua voce a quella del cantautore bolognese. La traccia è presente nell'album Lucio, uscito nello stesso anno. Tornando all'opera, il risultato prodotto dall'artista è dunque una fedele trasposizione del componimento pucciniano, scritta, musicata e diretta dallo stesso cantautore, ravvivata e al tempo stesso attualizzata da un grande dispiegamento di mezzi, sia tecnici che artistici. La prima messa in scena del musical avviene il 23 ottobre 2003 al GranTeatro di Roma, dopo un'anteprima nel "luogo del delitto", ovvero Castel Sant'Angelo, nella Notte Bianca romana del 27 settembre. Nello stesso anno scrive un brano per il 45º Zecchino d'Oro dal titolo: "Nonni Nonni".
Nel 2006 pubblica 12000 lune, raccolta di tutti i suoi grandi successi in un triplo cofanetto con in copertina un disegno del cantante creato da Milo Manara. Tre gli inediti: Stella, Sottocasa e Dark Bologna. Nello stesso anno Fernanda Pivano pubblica il libro Complice la musica, edito da BUR, dove la scrittrice genovese raccoglie una serie di interviste a trenta cantautori italiani, tra i quali lo stesso Dalla. Così si esprime in merito all'artista emiliano: «Lucio Dalla mi ricorda tutti i miei amici di una vita e mi seduce. Lo immagino adolescente suonare in qualche strano locale con Chet Baker al clarinetto; davanti a un bicchiere di vino con Lawrence Ferlinghetti, all'osteria Da Vito a Bologna; al flipper con Andy Warhol a Roma (“senza sapere che era lui”). Che nostalgia. Mi sento vecchia!».

#### Le varie regie e le parallele prove discografiche

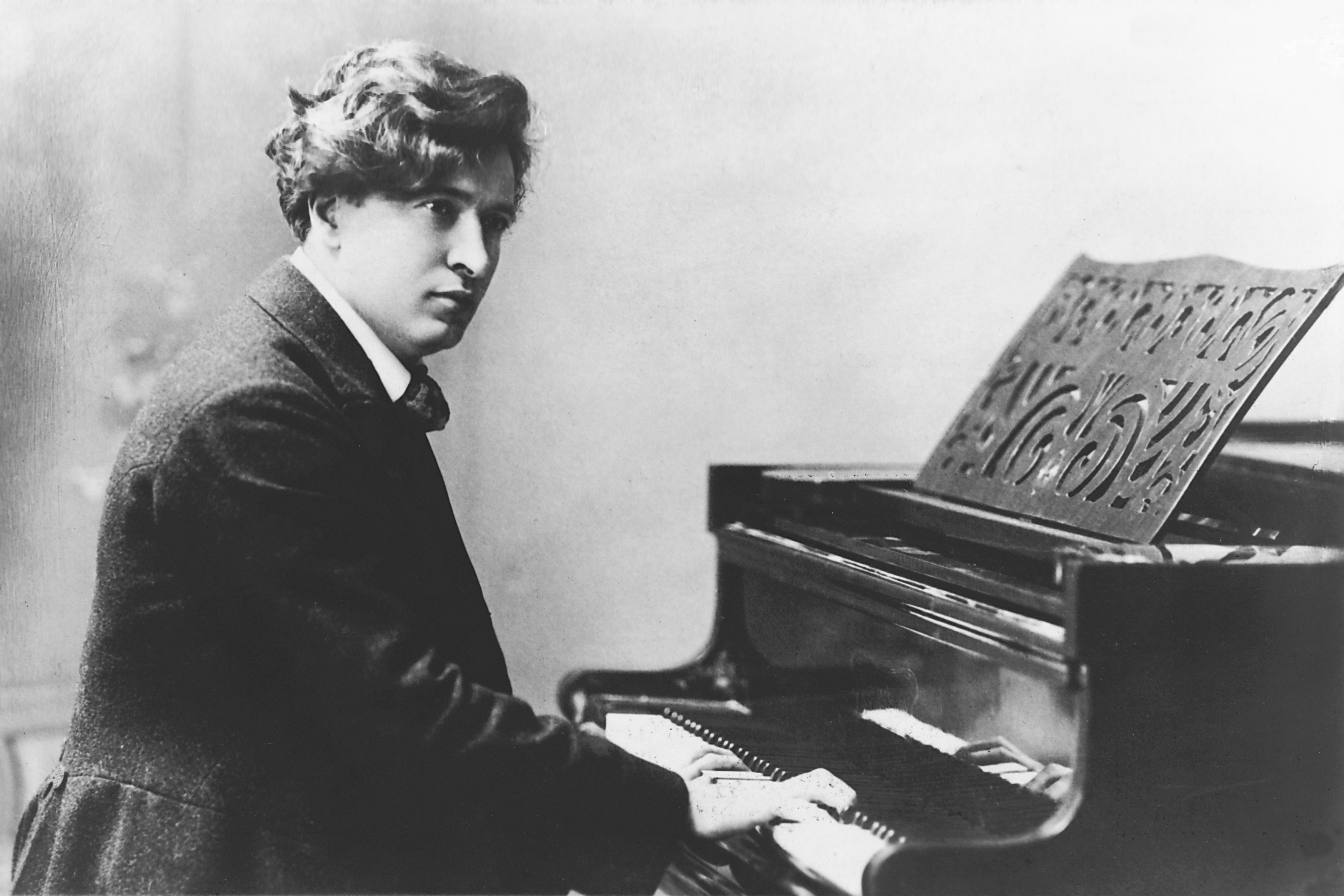
Un'immagine di Ferruccio Busoni al piano

Nel febbraio del 2007 inizia a collaborare con Marco Tutino, sovrintendente e direttore artistico del Teatro Comunale di Bologna e con il produttore discografico Gianni Salvioni per un progetto sul Pulcinella di Igor' Fëdorovič Stravinskij, del 1920. Quest'opera del musicista russo è abbinata all'Arlecchino di Ferruccio Busoni (del 1917), che vede come primo attore Marco Alemanno. Dalla ha operato un intervento scenografico su tutte e due le opere, spostandone l'azione a New York (per Pulcinella) e in un paesino delle colline tosco-emiliane per l'Arlecchino.
A proposito dell'opera di Ferruccio Busoni, così si esprimerà il musicista: «Un'opera considerata a torto minore e invece è un capolavoro assoluto, avanguardia pura». La scelta del cantautore di addentrarsi sempre più nel melodramma e nelle varie regie musicali, come ad esempio l'Arlecchino, è così motivata: «è stata una reazione al sistema culturale che viene imposto a tutti, un sistema basso, bassissimo. Una risposta al network assolutista che pretende di governare i nostri desideri e non farci pensare... se il ritmo frenetico in cui tutti siamo invischiati non consente di pensare, altrimenti consumeremo di meno, allora ho voluto tentare l'operazione contraria e ho scelto l'Arlecchino di Busoni per portare il bello e far riflettere chi lo viene a vedere».
Dalla collaborazione con Gianni Salvioni nasceranno anche altri progetti, oltre a l'Arlecchino e Pulcinella anche l'opera Pierino e il lupo di Prokofiev e il DVD 12.000 lune, contenente le canzoni di Lucio Dalla realizzate dal vivo con un quartetto d'archi. Dalla non abbandona la musica leggera, anzi, nel giugno dello stesso anno esce Il contrario di me, nuova fatica del cantautore bolognese a quattro anni di distanza da Lucio uscito nel 2003. L'album ha la caratteristica di uscire contemporaneamente sia nei negozi di dischi, sia in edicola, allegato al quotidiano La Repubblica. Da ricordare le canzoni Due dita sotto il cielo, dedicata al campione di motociclismo Valentino Rossi, il ritratto cristologico di I.N.R.I., Malinconia d'ottobre e la roboante Rimini.

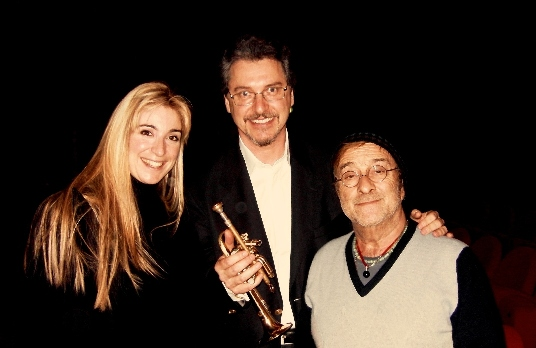
Lucio Dalla con la pianista Françoise de Clossey e il trombettista Mauro Maur

Nel 2008 Lucio Dalla mette in scena L'opera del mendicante di John Gay, significativo esempio di ballad opera, un genere di teatro musicale sviluppatosi nell'Inghilterra del diciottesimo secolo, come reazione al melodramma di corte di stampo italiano. Interpreti principali dell'opera sono la cantante e attrice Angela Baraldi e Peppe Servillo degli Avion Travel. Lo spettacolo debutta al Teatro Duse di Bologna il 29 marzo. Dalla vi ha apportato modifiche al testo originale, escludendo la quotidianità del Settecento e trasportando l'azione dalla vecchia Londra alla Bologna odierna; le musiche si alternano ai vari dialoghi di scena (tra cui molti in dialetto bolognese od in grammelot) con dichiarati omaggi a Haendel e Henry Purcell. Anche questo spettacolo viene pubblicato in DVD con la produzione di Gianni Salvioni.
Dopo l'uscita del suo album Il contrario di me e il relativo tour teatrale, il musicista torna con una doppia pubblicazione dal vivo: LucioDallaLive - La neve con la luna. Il nuovo album include la registrazione del concerto tenuto dal cantautore nella sua Bologna, all'Europauditorium, il 19 novembre del 2007.
L'11 gennaio 2009 partecipa alla puntata speciale di Che tempo che fa, per celebrare i dieci anni della scomparsa di Fabrizio De Andrè. Per l'occasione canta Don Raffaè assieme all'attore Marco Alemanno. L'11 maggio 2009 accetta per la prima volta di comparire sulle reti Mediaset, partecipando a Mattino Cinque. Lo fa su invito del pianista Nazzareno Carusi, per la sua rubrica Pillole di Classica, e canta una particolare versione dell'aria pucciniana Nessun dorma. In estate partecipa al Festival Teatrocanzone in onore di Giorgio Gaber, recitando assieme a Marco Alemanno il brano Io mi chiamo G.. Il 10 ottobre 2009 viene trasmesso dalle radio il singolo Puoi sentirmi?, che anticipa l'uscita dell'ultimo album di inediti Angoli nel cielo, pubblicato il 6 novembre successivo. Oltre al singolo Puoi sentirmi?, altri titoli da ricordare sono la stessa title track, Questo amore, Gli anni non aspettano e infine la più che riuscita Fiuto, cantata assieme all'attore napoletano Toni Servillo. A proposito di questo nuovo lavoro Dalla afferma: «la gente ha bisogno di canzoni da cantare e da ascoltare e con questo disco, come ho fatto qualche altra volta, gliele ho date. L'autenticità della musica è un bisogno insopprimibile, è fondamentale prendersi la responsabilità di quello che si fa, significa comunque non sottrarsi al flusso di trasformazione del mondo. Ogni canzone che esce, se non ha alcun senso di mistero e inquietudine, è un delitto, come dare della candeggina nell'acqua da bere di un asilo. Diciamo che quello che faccio è cercare di dare il meglio, è l'unica cosa che si può fare».

### Gli anni Duemiladieci

#### La nuova esperienza con De Gregori

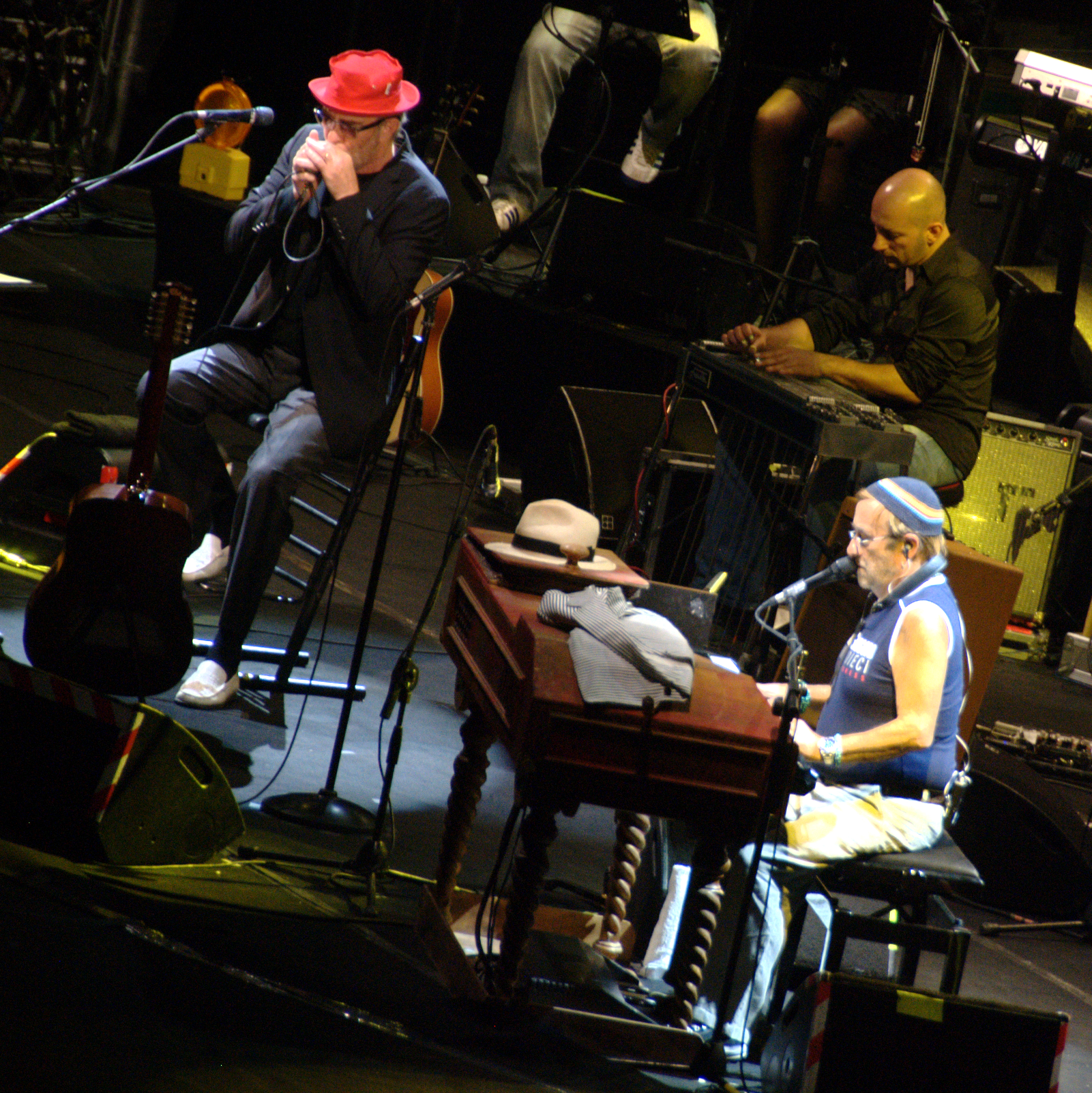
Lucio Dalla e Francesco De Gregori in concerto al PalaFabris di Padova

Il 2 gennaio i giornali annunciano un nuovo concerto di Lucio Dalla e Francesco De Gregori, allo storico Vox club di Nonantola, previsto per il 22 dello stesso mese, con la denominazione Work in progress. Lo spettacolo, che in breve tempo registra il tutto esaurito in prevendita, fa da preludio ad una serie di concerti che vengono annunciati proprio in occasione della data di Nonantola e che si svolgeranno nel mese di maggio a Milano e Roma. Così, a più di trent'anni dal tour di Banana Republic, i due cantautori tornano a esibirsi insieme, anche se, in verità, si erano già ritrovati sul palco, al concerto di Capodanno ad Assisi, trasmesso dalla Rai nel 1998, cantando assieme Cosa sarà..
In realtà Dalla, già da tempo nutriva il desiderio di tornare a cantare con l'amico e collega romano, e nel 2009, a Repubblica Radio TV, alla domanda sulla possibilità di un loro riavvicinamento si era detto del tutto favorevole. Fatto sta che nello stesso anno, il 24 giugno del 2009, a trent'anni esatti dalla loro prima tappa di Banana Republic, durante il concerto di Dalla a piazza Castello di Mantova, si presenta sul palco Francesco De Gregori, che dopo aver cantato alcune canzoni duetta con l'amico cantando Santa Lucia. Tale duetto sarà prodromico alla loro futura e nuova collaborazione. La scelta di cantare assieme Santa Lucia forse non è casuale. Dalla infatti, nello stesso concerto di Nonantola, afferma che Santa Lucia è senza dubbio la canzone di De Gregori da lui preferita, ricordando di essersi commosso, fin dal suo primo ascolto, e siccome in quel mentre stava guidando da solo in autostrada, dovette accostare per metabolizzare l'emozione.
Il loro tour ha inizio nella primavera dello stesso anno e fa tappa non più negli stadi, come trent'anni prima, ma nelle piazze e nei luoghi di tutta Italia. Esso continuerà per tutto il 2010 e buona parte del 2011. Degna cornice di questo tour, è anche la loro partecipazione al Concerto del Primo Maggio del 2011, la loro esibizione è la punta di diamante dell'evento. Il riassunto di questi numerosi concerti avviene con la pubblicazione del doppio album dal vivo, Work in Progress, con ventinove tracce che raccontano l'intera storia musicale dei due cantautori. Nell'album sono contenuti anche tre inediti: Non basta saper cantare, Gran turismo e Gigolò (canzone originariamente scritta da Julius Brammer e tradotta in italiano dai due artisti, trasmessa in radio dal maggio 2010). Non compare in scaletta Ma come fanno i marinai, canzone simbolo del precedente tour, che è inizialmente riproposta dal duo al Vox Club di Nonantola. La decisione di non cantare più il brano è del tutto simbolica, in quanto l'intento dei due artisti, lungi dall'effettuare qualsiasi operazione nostalgica, non è quello di riproporre il vecchio tour, bensì di riscrivere "ex novo", un'altra significativa pagina della loro carriera. Saliranno sul palco, condividendo per l'ultima volta le proprie canzoni, la sera del 20 maggio 2011 a Saint Vincent, atto conclusivo di un tour durato, eccezionalmente, per più di un anno.

#### L'ultima raccolta e il ritorno a Sanremo
L'8 novembre 2011, a due anni di distanza da Angoli nel cielo, esce quello che sarà destinato a rimanere l'ultimo disco pubblicato dal cantautore emiliano: Questo è amore. L'album è un doppio CD che contiene solo canzoni d'amore, scritte da Dalla tra il 1971 e il 2009, dove a essere presenti sono soprattutto quelle canzoni considerate "minori", perché schiacciate dai successi delle varie hits di turno. L'album è anticipato in radio dal brano Anche se il tempo passa (Amore). Oltre a tale inedito, sono presenti, tra l'altro, un rifacimento di Meri Luis (cantata in coppia con Marco Mengoni), Anema e Core e La leggenda del prode Radamès, un brano preso dal repertorio anni quaranta del Quartetto Cetra e riarrangiato dallo stesso Dalla e Mauro Malavasi.
A fine gennaio del 2012 la rivista Rolling Stone pubblica una speciale classifica dei 100 album italiani più belli di sempre, l'artista compare un'unica volta e in quarantesima posizione con il suo Lucio Dalla, del 1979. Il 14 febbraio ritorna sul palco del Festival di Sanremo a quarant'anni dall'ultima partecipazione, accompagnando il giovane cantautore Pierdavide Carone con il brano Nanì, del quale è anche coautore. Dalla in questa occasione sale sul palco nella duplice veste di cantante e di direttore d'orchestra, cosa che già Franco Battiato aveva fatto l'anno precedente, accompagnando il cantante Luca Madonia dei Denovo. Il brano, dapprima ripescato, si piazzerà, nella classifica finale, al quinto posto. Il 18 febbraio, nella serata conclusiva, assieme al giovane cantante esegue nuovamente il brano, per quella che sarà l'ultima apparizione televisiva dell'artista. Il 27 febbraio, da Lucerna, Svizzera, parte la sua nuova tournée europea, che fa tappa la sera seguente a Zurigo e il 29 febbraio a Montreux, con l'esibizione nell'Auditorium Stravinski Concert Hall, teatro del suo ultimo concerto.

### La morte improvvisa

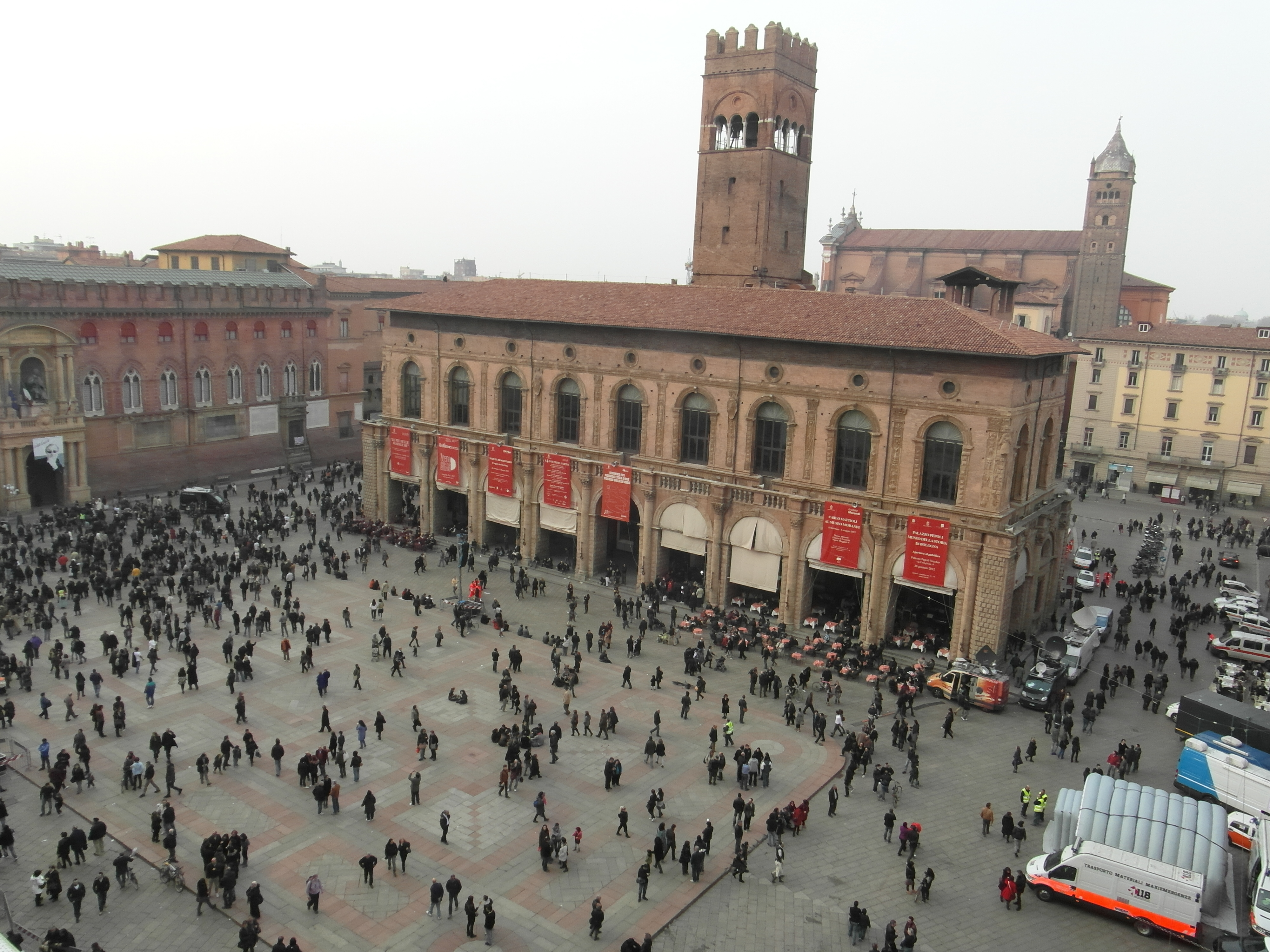
Un primo gruppo di persone si raduna in piazza Maggiore nel giorno del funerale di Lucio Dalla

Lucio Dalla muore improvvisamente, a causa di un infarto, il 1º marzo 2012, tre giorni prima del suo 69º compleanno, presso l'Hotel Plaza di Montreux, cittadina svizzera sede di uno dei festival musicali più importanti al mondo, il Montreux Jazz Festival, dove si era appena esibito la sera precedente. È il suo collaboratore Marco Alemanno a scoprire per primo il decesso, pochi minuti dopo. I primi a dare la notizia della morte del cantante sono i frati della basilica di San Francesco d'Assisi, la stessa mattina del 1º marzo, su Twitter, esattamente alle 12:10, 23 minuti prima dei lanci d'agenzia.
Il giorno seguente il feretro viene trasferito dall'obitorio, la Cappella Saint-Roch a Losanna, dove era presente un rappresentante del consolato italiano, alla residenza bolognese dell'artista in via D'Azeglio e sabato 3 marzo viene allestita la camera ardente nel cortile d'onore di Palazzo d'Accursio, sede del municipio di Bologna. La città proclama il lutto cittadino, come anche il comune delle isole Tremiti, residenza estiva del cantautore. Il funerale si tiene nella basilica di San Petronio il 4 marzo, giorno in cui Dalla avrebbe compiuto 69 anni, alla presenza di oltre 50 000 persone. Dopo il rito funebre, trasmesso in diretta televisiva, le spoglie del cantante vengono sepolte nel cimitero monumentale della Certosa di Bologna nel campo 1971. Il 23 ottobre 2013 la salma di Lucio Dalla viene cremata e inumata in una nuova zona, sempre alla Certosa, dove riposano, tra gli altri, il poeta Giosuè Carducci e il pittore Giorgio Morandi. L'opera funeraria è stata realizzata dall'artista Antonello Paladino. 
Sulla lapide è incisa l'ultima frase della sua canzone Cara: «Buonanotte, anima mia, adesso spengo la luce e così sia».
Immediato, nel mondo della musica e dello spettacolo, il ricordo del cantante e amico scomparso: da Paolo Conte a Francesco Guccini, da Antonello Venditti a Francesco De Gregori. Seguono Franco Battiato, Ivano Fossati, Mogol, Eros Ramazzotti, Renato Zero, Claudio Baglioni, Adriano Celentano, Pino Daniele, Eugenio Finardi, Jovanotti, Vasco Rossi e Luciano Ligabue, per citarne alcuni. Non va dimenticata la speciale "lezione" tenuta da Roberto Vecchioni al programma televisivo Che tempo che fa, dove ha recitato e spiegato, commosso, il testo de L'anno che verrà, e ancora Red Canzian, che nella sua autobiografia dedicherà una sentita lettera a Dalla. Dodi Battaglia, concittadino e caro amico di Dalla, in quei giorni incide 4.3.2012, che è contenuta nella ristampa di D'Assolo.
Non mancano personalità del teatro, del cinema e della cultura, come Dario Fo, i fratelli Taviani, Eugenio Scalfari, Dacia Maraini e Michele Serra. Non potevano mancare, infine, Gaetano Curreri, Luca Carboni e Samuele Bersani e gli amici Ron e Gianni Morandi.

### L'eredità e la relativa Fondazione

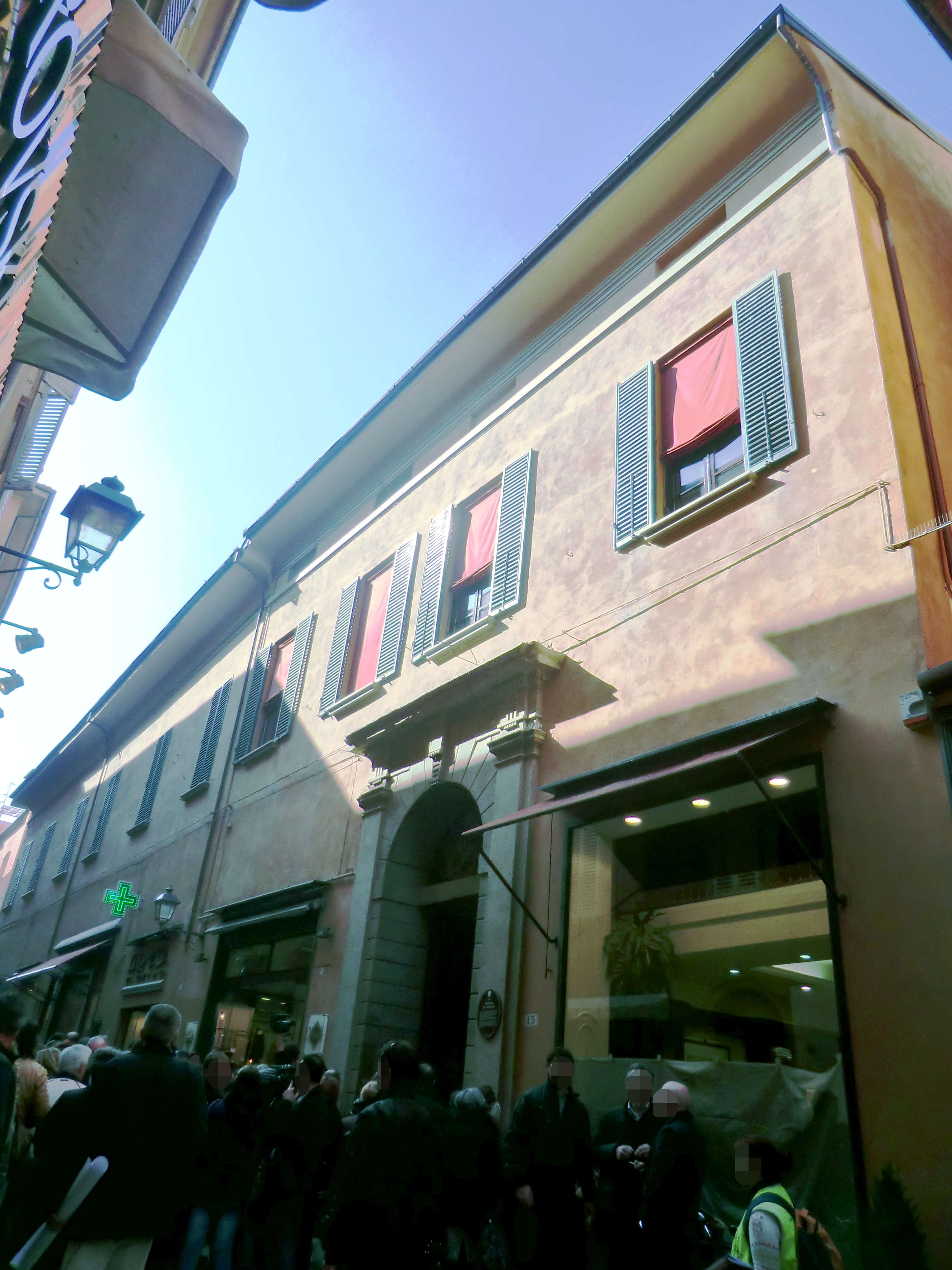
La casa di Lucio Dalla, oggi sede della relativa Fondazione

L'eredità è stimata approssimativamente in 100 milioni di euro e composta dai diritti d'autore su 581 canzoni (validi fino a 70 anni esatti dalla morte dell'autore), dall'abitazione di 2 400 metri quadrati al civico 15 di via D'Azeglio a Bologna (il campanello della quale reca scritto lo pseudonimo “Comm. Domenico Sputo”), dalle ville in Sicilia e alle Isole Tremiti e da altri beni immobili, come l'appartamento a Urbino e alcuni terreni in Abruzzo, lo yacht "Brilla & Billy" (dotato di studio di registrazione) e delle quote azionarie di due società. Nell'appartamento bolognese sono inoltre custodite opere d'arte (tra cui un Klimt) e cimeli musicali di grande pregio, per un valore stimato in 3 milioni di euro.
Poiché il cantautore non ha lasciato testamento, la sua eredità viene divisa tra i suoi cinque cugini (quarto grado di parentela), ai quali spetterà anche la decisione finale sulla fondazione in suo nome. Per quanto riguarda il collaboratore Marco Alemanno, residente nella sua stessa casa da diversi anni, in mancanza di una precisa volontà testamentaria, non ha legalmente diritto ad alcuna parte dell'eredità. In occasione del Festival teatro canzone Giorgio Gaber svoltosi nel luglio 2012 alla Cittadella del Carnevale di Viareggio, durante il quale alcuni momenti sono stati dedicati al ricordo di Lucio Dalla, la Fondazione Gaber e la Fondazione De André hanno promosso un appello agli eredi dello stesso Dalla, affinché al più presto si possa procedere alla costituzione della Fondazione in suo nome. L'appello è stato sottoscritto da oltre 80 personaggi del mondo della cultura e dello spettacolo.

Mostra su Lucio Dalla a Roma presso il Museo dell'Ara Pacis nel 2022

Nel luglio 2013, gli eredi decidono di mettere in vendita una parte dell'appartamento bolognese di Dalla, al fine di pagare le spese di successione; un anno più tardi vengono poste in vendita anche la villa a Milo, in Sicilia, e la sua barca "Brilla & Billy" per finanziare la Fondazione a lui intitolata. Tra le altre cose, nel settembre 2014 viene aperta una prima asta relativa ai beni immobiliari dell'artista. Per l'occasione, l'agenzia incaricata ha aperto un sito web dedicato alle varie proprietà del cantante. Alla chiusura, in data 30 settembre, gli immobili rimangono invenduti, in quanto le singole offerte sono state giudicate insufficienti; lo yacht è stato invece acquistato da un imprenditore napoletano.
A due anni di distanza dalla morte del cantante, il 26 febbraio 2014, viene costituita la "Fondazione Lucio Dalla", con relativa ufficializzazione a partire dal giorno 4 marzo 2014. La fondazione avrà sede nella sua casa di via D'Azeglio a Bologna e avrà come obiettivo principale quello di valorizzare l'esperienza e il patrimonio culturale dell'artista.
Trascorsi 10 anni, la città di Sorrento gli dedica un murale.
Il 30 settembre 2022 viene pubblicato Stella di mare, singolo inedito di Cesare Cremonini e Lucio Dalla.

## Vita privata
In più interviste, ha manifestato un credo religioso di matrice cattolica e ha dichiarato di essere profondamente religioso e praticante: 
 Questa figura spirituale accanto a Lucio Dalla ritorna spesso nelle sue interviste e in quelle di chi lo conosceva. Il teologo, dal canto suo, ha elogiato la fede di Dalla.
Molteplici sono state le considerazioni sulla sua presunta omosessualità, mai effettivamente confermata dallo stesso artista. Una delle poche dichiarazioni attinenti a questo argomento è quella rilasciata nel 1979 al giornalista Pietro Savarino, contenuta nella rivista di liberazione omosessuale Lambda:
Dopo la morte di Dalla è stata divulgata la notizia di una sua relazione con Marco Alemanno, suo collaboratore con cui coabitava a Bologna. Ciò ha causato anche alcune critiche per il mancato coming out. In seguito alcune persone vicine a Dalla, tra cui il cantante Ron, hanno affermato che il rapporto tra Dalla e Alemanno sarebbe stato frainteso. Nel 2023 una donna marchigiana ha rilasciato un'intervista nella quale ha dichiarato di essere stata un'amante segreta del cantante per nove anni.

## Duetti e collaborazioni
Una costante nella carriera del musicista sono state le partecipazioni e i duetti con artisti italiani e internazionali. Fatta eccezione per le notorie tournée degli anni settanta e ottanta con Francesco De Gregori e Gianni Morandi, vengono qui riportate alcune delle sue più importanti collaborazioni: dai duetti con Michel Petrucciani e Ray Charles al primo Pavarotti & Friends, compresa la nuova collaborazione con Morandi per il tour americano. Vengono altresì segnalate le sue partecipazioni ai vari concerti jazz tenuti lungo gli anni ottanta con la Doctor Dixie Jazz Band.

## Lucio Dalla e l'arte
Nella sua lunga carriera si è interessato anche ad altre forme d'arte, come la pittura, la scrittura, la televisione e soprattutto il cinema. Interprete di svariati film (dai musicarelli al cinema d'essai), è stato autore e presentatore di programmi televisivi, nonché scrittore di racconti e di testi a carattere universitario. Infatti, per dieci anni, ha ricoperto il ruolo di docente presso la facoltà di sociologia dell'Università di Urbino Carlo Bo. La sua passione per le arti figurative si è, inoltre, concretizzata nell'apertura di una vera galleria d'arte a Bologna, la "No code".
La galleria realizzata negli spazi completamente restaurati della Fonoprint di via de Coltelli, si è occupata di arte contemporanea ospitando mostre di artisti giovani o già affermati sia italiani che stranieri tra cui: Daniele Cudini, Jannis Kounellis e Luigi Ontani.

## Nella cultura di massa
La vita professionale di Lucio Dalla è stata sempre costellata da numerose attività. Le sue passioni per il calcio (era tifoso del Bologna), per i motori e soprattutto per la pallacanestro (era tifoso della Virtus Bologna) hanno più volte influenzato la sua produzione artistica, contribuendo con le proprie canzoni ad alimentare nella cultura di massa il mito di vecchi e nuovi campioni. Allo stesso modo la politica non è mai stata estranea al mondo artistico di Lucio Dalla. Oltre a professare, nel tempo, la sua vicinanza all'area culturale della sinistra italiana, molti brani (soprattutto quelli del periodo Roversi) hanno affrontato temi sociali scottanti, con il forte stimolo di far riflettere e pensare l'ascoltatore. Il tutto sempre condito dalla sua "clownerie" e atteggiamenti spesso fuori dagli schemi, tali da colorare la sua biografia di aneddoti e curiosità molto stravaganti. Vengono, infine, citati i numerosi omaggi che molti artisti hanno tributato al cantautore, dal giorno della sua scomparsa in avanti, avvenuti non solo in grandi kermesse o singoli concerti, ma anche tramite reincisione in studio di vecchi e nuovi successi.

## Riconoscimenti
- David di Donatello
  - 1982 – Miglior musicista per Borotalco
  - 1988 – Candidatura alla miglior canzone per I picari
  - 1989 – Miglior canzone originale per Il frullo del passero
- Nastro d'argento
  - 1982 – Miglior musica per Borotalco
  - 1991 – Candidatura alla migliore musica per Pummarò
  - 1996 – Miglior musica per Al di là delle nuvole
  - 2004 – Miglior canzone per Prima dammi un bacio
- Targa Tenco
  - 1986 – Premio speciale per il brano Caruso
- Festival di Taormina
  - 1996 – Candidatura all'arancio d'oro alla miglior canzone per Al di là delle nuvole
  - 2002 – Candidatura all'arancio d'oro alla miglior canzone Troppo furbi
  - 2011 – Arancio d'oro alla carriera

### Onorificenze
- 1984 – In condivisione con Francesco De Gregori, è stato onorato con la denominazione dell'asteroide 6114 Dalla-Degregori
- 1993 – Gli viene conferito il Premio Librex Montale "Poetry for music"
- 1997 – Gli viene conferita la Cittadinanza onoraria dal comune di Sorrento (NA).
- 1997 – Gli viene conferita la Cittadinanza onoraria dal comune di Manfredonia (FG).
- 2007 – Gli viene conferita la Cittadinanza onoraria dal comune di Vieste (FG).
- 2009 – Premio Lunezia come miglior libro dell'anno per Gli occhi di Lucio.
- 2011 – Viene insignito dell'onorificenza equestre dall'Ordine di Sant'Agata.
- 2 ottobre 2019 – Viene emesso dalle Poste Italiane un francobollo commemorativo di tipo B del valore di 1,10 euro.[198]

## Discografia
La discografia del cantautore comprende ventidue album in studio per il mercato italiano, un Q Disc, nove album dal vivo, varie raccolte e svariati album per il mercato estero. Il debutto discografico da solista è avvenuto nel 1964, con l'uscita del singolo Lei (non è per me)/Ma questa sera, pubblicato su 45 giri.

### Album in studio
- 1966 – 1999
- 1970 – Terra di Gaibola
- 1971 – Storie di casa mia
- 1973 – Il giorno aveva cinque teste
- 1975 – Anidride solforosa
- 1976 – Automobili
- 1977 – Come è profondo il mare
- 1979 – Lucio Dalla
- 1980 – Dalla
- 1981 – Q Disc
- 1983 – 1983
- 1984 – Viaggi organizzati
- 1985 – Lucio Dalla Marco Di Marco
- 1986 – Bugie
- 1988 – Dalla/Morandi / In Europa
- 1990 – Cambio
- 1993 – Henna
- 1996 – Canzoni
- 1999 – Ciao
- 2001 – Luna Matana
- 2003 – Lucio
- 2007 – Il contrario di me
- 2009 – Angoli nel cielo

### Album dal vivo
- 1975 – Bologna 2 settembre 1974 (dal vivo)
- 1979 – Banana Republic
- 1986 – DallAmeriCaruso
- 1992 – Amen
- 2001 – Live @ RTSI
- 2004 – Impressioni di jazz
- 2008 – LucioDallaLive - La neve con la luna
- 2010 – Work in Progress
- 2023 – DallAmeriCaruso - Live at Village Gate, New York 23/03/1986

### Raccolte
- 1976 – 4 marzo e altre storie
- 1979 – Quel fenomeno di Lucio Dalla
- 1980 – Il primo Lucio Dalla
- 1981 – Torino, Milano e dintorni
- 1981 – Greatest Hits[202]
- 1983 – L'album di...Lucio Dalla
- 1985 – The Best of Lucio Dalla
- 1987 – Per gioco e per amore
- 1991 – Geniale?
- 1992 – Il motore del 2000
- 1996 – Lucio Dalla - Le origini
- 1997 – Lucio Dalla - Dance Remixes
- 1998 – Lucio Dalla - Gli anni settanta
- 1998 – Lucio Dalla - Primo piano
- 1998 – Lucio Dalla - Superbest
- 2000 – Lucio Dalla - Le canzoni d'amore
- 2002 – Caro amico ti scrivo
- 2002 – Lucio Dalla - Gli anni sessanta
- 2002 – Lucio Dalla - Numeri 1
- 2006 – 12000 lune
- 2011 – Questo è amore
- 2012 - Questo è amore (Sanremo Edition)
- 2012 – Qui dove il mare luccica... (Postumo)
- 2012 – Caro amico ti canto... (Postumo)
- 2013 – Nevica sulla mia mano (Postumo)
- 2015 – Trilogia (Postumo)
- 2018 – Duvudubà (Postumo)

## Filmografia
In merito alla filmografia si contano diciassette pellicole in cui il musicista figura come attore e altre dodici, delle quali l'artista ha curato le musiche. Vengono riportate, inoltre, alcune pellicole nella cui colonna sonora sono presenti canzoni del cantautore bolognese.

### Film documentari
- Dallamericaruso - Il concerto perduto, regia di Walter Veltroni (2023)